# Empire espagnol

Mare clausum ibérique.

Pour les articles homonymes, voir Monarchie espagnole (homonymie).
Vous pouvez aider à l'améliorer ou bien discuter des problèmes sur sa page de discussion.
- Certaines informations devraient être mieux reliées aux sources mentionnées dans la bibliographie ou les liens externes. Améliorez sa vérifiabilité en les associant par des références. (Marqué depuis novembre 2024)

 (janvier 2025).
1492–1975
(483 ans, 1 mois et 6 jours)
Entités précédentes :
- Couronne de Castille
- Couronne d'Aragon
- Royaume de Navarre
- Royaume de Grenade
- Pays-Bas bourguignons
- Principauté d'Utrecht
- Empire aztèque
- Civilisation maya
- Empire inca
- Louisiane française
- Sultanat de Sulu
- Sultanat de Maguindanao

Entités suivantes :
- Provinces-Unies
- Monarchie de Habsbourg (royaume de Sardaigne, Pays-Bas autrichiens)
- Royaume de Sicile
- Louisiane française
- Provinces-Unies du Río de la Plata
- Paraguay
- Chili
- République de Colombie
- Pérou
- Haïti espagnol
- Empire mexicain
- Bolivie
- États-Unis (Territoire de Floride, Guam, Porto Rico, Cuba)
- République des Philippines
- République de Zamboanga
- Nouvelle-Guinée allemande
- Maroc
- Guinée équatoriale
- Sahara occidental
- Espagne

1. ↑  Séville était le port principal et le centre du commerce avec le Nouveau Monde.

L'Empire espagnol (en espagnol : Imperio Español ; en latin : Imperium Hispanicum), historiquement connu comme la Monarchie hispanique (en espagnol : Monarquía Hispánica) et comme la Monarchie catholique (en espagnol : Monarquía Católica), fut l'un des plus grands empires de l'histoire. De la fin du XVe au début du XIXe siècle, l'Espagne contrôlait un immense territoire d'outre-mer dans le Nouveau Monde, l'archipel asiatique des Philippines, ce qu'ils appelaient « Les Indes » (en espagnol : Las Indias) et des territoires d'Europe, d'Afrique et d'Océanie. Avec Philippe II d'Espagne et ses successeurs, aux XVIe, XVIIe et XVIIIe siècles, l'Empire espagnol devint « L'empire sur lequel le soleil ne se couche jamais (es) » et atteignit son extension maximale au XVIIIe siècle,,. Il fut décrit comme le premier empire mondial de l'Histoire (une description également donnée à l'Empire portugais) et l'un des empires les plus puissants du début de la période moderne,,.
La Castille devint le royaume dominant en Ibérie en raison de sa juridiction sur l'empire d'outre-mer des Amériques et des Philippines. La structure de l'empire fut établie sous les Habsbourg espagnols (1516 – 1700) et sous les monarques Bourbons espagnols, l'empire fut placé sous un plus grand contrôle de la couronne et augmenta ses revenus des Indes,. L'autorité de la couronne aux Indes fut élargie par l'octroi papal des pouvoirs de patronage, lui conférant un pouvoir dans le domaine religieux,. Un élément important dans la formation de l'empire espagnol fut l'union dynastique entre Isabelle Ire de Castille et Ferdinand II d'Aragon, connus sous le nom de Rois catholiques, qui initia la cohésion politique, religieuse et sociale, mais pas l'unification politique. Les royaumes ibériques conservèrent leur identité politique, avec des configurations administratives et juridiques particulières.
Bien que le pouvoir du souverain espagnol en tant que monarque variât d'un territoire à l'autre, le monarque agissait en tant que tel de manière unitaire sur tous les territoires du souverain à travers un système de conseils : l'unité ne signifiait pas l'uniformité. En 1580, lorsque Philippe II  d'Espagne succéda au trône du Portugal (en tant que Philippe Ier), il créa le Conseil du Portugal, qui supervisait le Portugal et son empire et « préservait [ses] lois, institutions et système monétaire, et unis uniquement dans le partage d'un souverain commun ». L'Union ibérique resta en place jusqu'en 1640, lorsque le Portugal rétablit son indépendance sous la maison de Bragance.
Sous Philippe II (1556 – 1598), l'Espagne, plutôt que l'empire des Habsbourg, était identifiée comme la nation la plus puissante du monde, éclipsant facilement la France et l'Angleterre. En outre, malgré les attaques des États d'Europe du Nord, l'Espagne conservait sa position de domination avec une facilité apparente. Philippe II régnait sur les plus grandes puissances maritimes (Espagne, Portugal et Pays-Bas), la Sicile et Naples, la Franche-Comté (alors comté de Bourgogne), la Rhénanie en Allemagne, une partie ininterrompue des Amériques de la vice-royauté de la Nouvelle-Espagne bordant l’actuel Canada jusqu'en Patagonie, des ports de commerce à travers l'Inde et l'Asie du Sud, les Antilles espagnoles et certaines exploitations en Guinée et en Afrique du Nord. Il avait également une revendication sur l'Angleterre par mariage.
L'empire espagnol dans les Amériques fut formé après avoir conquis des empires indigènes et revendiqué de grandes étendues de terres, à commencer par Christophe Colomb dans les îles des Caraïbes. Au début du XVIe siècle, il conquit et incorpora les empires aztèque et inca, conservant les élites indigènes fidèles à la couronne espagnole et se convertissant au christianisme en tant qu'intermédiaires entre leurs communautés et le gouvernement royal,. Après une courte période de délégation de pouvoir par la couronne dans les Amériques, la couronne affirma le contrôle de ces territoires et établit le Conseil des Indes pour superviser le gouvernement là-bas. La couronne établit ensuite des vice-royautés dans les deux principales zones d'implantation, la Nouvelle-Espagne (Mexique) et le Pérou, deux régions de populations indigènes denses et de richesses minérales. La circumnavigation espagnole Magellan-Elcano — la première circumnavigation de la Terre — jeta les bases de l'empire océanique du Pacifique en Espagne et commença la colonisation espagnole des Philippines.
La structure de gouvernance de son empire d'outre-mer fut considérablement réformée à la fin du XVIIIe siècle par les monarques Bourbons. Le monopole commercial de la couronne fut brisé au début du XVIIe siècle, la couronne se concertant avec la guilde marchande pour des raisons fiscales en contournant le système soi-disant fermé. Au XVIIe siècle, le détournement des revenus de l'argent pour payer les biens de consommation européens et la hausse des coûts de défense de son empire signifiaient que « les avantages tangibles de l'Amérique en Espagne diminuaient à un moment où les coûts de l'empire augmentaient fortement ».
La monarchie des Bourbons tenta d'élargir les possibilités de commerce au sein de l'empire, en autorisant le commerce entre tous les ports de l'empire, et prit d'autres mesures pour relancer l'activité économique au profit de l'Espagne. Les Bourbons avaient hérité « d'un empire envahi par des rivaux, d'une économie dépouillée de produits manufacturés, d'une couronne privée de revenus [et avaient tenté d'inverser la situation en] taxant les colons, en resserrant le contrôle et en repoussant les étrangers. Ce faisant, ils gagnèrent un revenu et perdirent un empire ». L'invasion napoléonienne de la péninsule ibérique précipita les guerres d'indépendance hispano-américaines (1808-1826), entraînant la perte de ses colonies les plus précieuses. Dans ses anciennes colonies des Amériques, l'espagnol est la langue dominante et le catholicisme la religion principale, héritant des héritages culturels de l'Empire espagnol.

## Rois catholiques et origine de l’Empire
Avec le mariage des héritiers apparent à leurs trônes respectifs, Ferdinand d'Aragon et Isabelle de Castille créèrent une union personnelle que la plupart des érudits considèrent comme le fondement de la monarchie espagnole. Leur alliance dynastique était importante pour un certain nombre de raisons, gouvernant conjointement une large agrégation de territoires, mais pas de façon unitaire. Ils poursuivirent avec succès l'expansion en Ibérie dans la reconquête chrétienne du royaume musulman de Grenade, achevée en 1492. Cette conquête est souvent appelée la « Reconquista » en raison des différentes religions de la classe dirigeante des deux royaumes. Le royaume de Grenade étant le dernier royaume maure de la péninsule, le pape Alexandre VI, né à Valence, leur donna le titre de Rois Catholiques. Cependant, il est important de réaliser que le royaume de Grenade et ses royaumes environnants faisaient partie des califats musulmans depuis plus de sept siècles. Le terme « Reconquista » perpétue une fausse idée que la péninsule appartenait en quelque sorte aux catholiques. En réalité, même si la religion joua peut-être un rôle dans la conquête, le fait est que l'expansion vers le sud était également partiellement motivée par des raisons traditionnelles, telles que la richesse et la terre. Cependant, en raison de la priorité accordée à l'aspect religieux, le terme « reconquête chrétienne » est toujours utilisé pour décrire l'événement. Ferdinand d'Aragon était particulièrement préoccupé par l'expansion en France et en Italie, ainsi que par les conquêtes en Afrique du Nord.
Les Turcs ottomans contrôlant les points d'étranglement du commerce terrestre en provenance d'Asie et du Moyen-Orient, l'Espagne et le Portugal cherchaient des itinéraires alternatifs. Le royaume de Portugal avait un avantage sur le reste de la péninsule ibérique, ayant auparavant repris le territoire aux musulmans. Le Portugal acheva la reconquête chrétienne en 1238 et fixa les frontières du royaume. Le Portugal commença alors à chercher une nouvelle expansion à l'étranger, d'abord au port de Ceuta (1415) puis en colonisant les îles atlantiques de Madère (1418) et les Açores (1427-1452) ; il commença également des voyages sur la côte ouest de l'Afrique au XVe siècle. Sa rivale, la Castille revendiqua les îles Canaries (1402) et reprit le territoire des Maures en 1462. Les rivaux chrétiens, Castille et Portugal, parvinrent à des accords formels sur la division de nouveaux territoires dans le traité d'Alcaçovas (1479), ainsi comme l'obtention de la couronne de Castille pour Isabelle, dont l'adhésion était contestée militairement par le Portugal.
Après le voyage de Christophe Colomb en 1492 et le premier établissement majeur dans le Nouveau Monde en 1493, le Portugal et la Castille se divisèrent le monde par le traité de Tordesillas (1494), qui donnait au Portugal l'Afrique et l'Asie et l'hémisphère ouest à l'Espagne. Le voyage de Christophe Colomb, un marin génois marié à une Portugaise à Lisbonne, obtint le soutien d'Isabelle de Castille, naviguant vers l'ouest en 1492, cherchant une route vers les Indes. Colomb rencontra de façon inattendue l'hémisphère ouest, peuplé de peuples qu'il appela les « Indiens ». Les voyages suivants et les établissements à grande échelle des Espagnols suivirent, l'or commençant à couler dans les coffres de Castille. La gestion de l'empire en expansion devint un problème administratif. Le règne de Ferdinand et d'Isabelle initia la professionnalisation de l'appareil gouvernemental en Espagne, ce qui conduisit à une demande d'hommes de lettres (letrados) diplômés universitaires (licenciados), de Salamanque, Valladolid, Complutense et Alcalá. Ces avocats-bureaucrates composaient les différents conseils d'État, y compris éventuellement le Conseil des Indes et la Casa de Contratación, les deux plus hautes instances de l'Espagne métropolitaine pour le gouvernement de l'empire dans le Nouveau Monde, ainsi que le gouvernement royal aux Indes.

### Conquête et colonisation ultérieure de l'Andalousie
Lorsque le roi Ferdinand et la reine Isabelle conquirent la péninsule ibérique, ils durent mettre en œuvre des politiques pour maintenir le contrôle du territoire nouvellement acquis. Pour ce faire, la monarchie mit en place un système d'encomienda. Cette itération du système encomienda était basée sur la terre, avec des affluents et des droits fonciers accordés à différentes familles nobles. Cela conduisit finalement à une grande aristocratie terrestre, une classe dirigeante distincte que la couronne tenta ensuite d'éliminer dans ses colonies d'outre-mer. En mettant en œuvre cette méthode d'organisation politique, la Couronne put mettre en œuvre de nouvelles formes de propriété privée sans remplacer complètement les systèmes déjà existants, tels que l'utilisation communautaire des ressources. Après la conquête militaire et politique, l'accent fut également mis sur la conquête religieuse, conduisant à la création de l'Inquisition espagnole. Bien que l'Inquisition fût techniquement une partie de l'Église catholique, Ferdinand et Isabelle formèrent une Inquisition espagnole distincte, qui conduisit à l'expulsion massive des musulmans et des juifs de la péninsule. Ce système judiciaire religieux fut ensuite adopté et transporté vers les Amériques, bien qu'il y ait joué un rôle moins efficace en raison de la compétence limitée et des vastes territoires.

### Campagnes en Afrique du Nord
Une fois achevée la reconquête chrétienne de la péninsule ibérique, l'Espagne tenta de prendre des territoires en Afrique du Nord musulmane. Elle avait conquis Melilla en 1497, et une nouvelle politique expansionniste en Afrique du Nord fut développée pendant la régence de Ferdinand le Catholique en Castille, stimulée par le cardinal Cisneros. Plusieurs villes et avant-postes de la côte nord-africaine furent conquis et occupés par la Castille : Mazalquivir (1505), Peñón de Vélez de la Gomera (1508), Oran (1509), Alger (1510), Bougie et Tripoli (1510). Sur la côte atlantique, l'Espagne prit possession de l'avant-poste de Santa Cruz de la Mar Pequeña (1476) avec le soutien des îles Canaries, et il fut conservé jusqu'en 1525 à la suite de la signature du traité de Cintra (1509).

### Navarre et luttes pour l'Italie
Les Rois Catholiques avaient développé une stratégie de mariages pour leurs enfants afin d'isoler leur ennemi de longue date : la France. Les princesses espagnoles épousèrent les héritiers du Portugal, de l'Angleterre et de la maison de Habsbourg. Suivant la même stratégie, les Rois Catholiques décidèrent de soutenir la maison aragonaise de Naples contre Charles VIII de France dans les guerres italiennes à partir de 1494. En tant que roi d'Aragon, Ferdinand avait été impliqué dans la lutte contre la France et Venise pour le contrôle de l'Italie ; ces conflits devinrent le centre de la politique étrangère sous le règne de Ferdinand. Dans ces affrontements, qui établirent la suprématie des Tercios espagnols sur les champs de bataille européens, les forces armées des rois d'Espagne acquirent une réputation d'invincibilité qui devait durer jusqu'au milieu du XVIIe siècle.
Après la mort de la reine Isabelle en 1504 et son exclusion de Ferdinand d'un nouveau rôle en Castille[pas clair], Ferdinand épousa Germaine de Foix en 1505, cimentant ainsi une alliance avec la France. Si ce couple avait eu un héritier survivant, la couronne d'Aragon aurait probablement été séparée de la Castille, héritée par le petit-fils de Ferdinand et Isabelle, Charles. Ferdinand adopta une politique plus agressive envers l'Italie, tentant d'élargir la sphère d'influence de l'Espagne dans ce pays. Le premier déploiement des forces espagnoles par Ferdinand intervient lors de la guerre de la Ligue de Cambrai contre Venise, où les soldats espagnols se distinguèrent sur le terrain aux côtés de leurs alliés français lors de la bataille d'Agnadel (1509). Un an plus tard, Ferdinand devint membre de la Sainte-Ligue contre la France, voyant une chance de prendre à la fois Milan - auquel il avait une prétention dynastique - et la Navarre. Cette guerre fut moins un succès que la guerre contre Venise, et en 1516, la France accepta une trêve qui laissa Milan sous son contrôle et reconnut le contrôle espagnol de la Haute-Navarre, qui avait effectivement été un protectorat espagnol à la suite d'une série de traités en 1488, 1491, 1493 et 1495.

### Îles Canaries
Le Portugal obtint plusieurs bulles papales qui reconnaissaient le contrôle portugais sur les territoires découverts, mais la Castille obtint également du pape la sauvegarde de ses droits sur les îles Canaries avec les bulles Romani Pontifex du 6 novembre 1436 et Dominatur Dominus du 30 avril 1437. La conquête des îles Canaries, habitées par des Guanches, commença en 1402 sous le règne d'Henri III de Castille, par le noble normand Jean de Béthencourt en vertu d'un accord féodal avec la couronne. La conquête fut achevée avec les campagnes des armées de la Couronne de Castille entre 1478 et 1496, lorsque les îles de Gran Canaria (1478–1483), La Palma (1492–1493) et Tenerife (1494–1496) furent soumises.

### Rivalité avec le Portugal
Les Portugais tentèrent en vain de garder secrète leur découverte de la Côte-de-l’Or (1471) dans le golfe de Guinée, mais la nouvelle provoqua rapidement une énorme ruée vers l'or. Le chroniqueur Pulgar écrivit que la renommée des trésors de Guinée « se répandit dans les ports d'Andalousie de telle manière que tout le monde essayait d'y aller ». Des babioles sans valeur, des textiles maures et, surtout, des coquillages des îles Canaries et du Cap-Vert furent échangés contre de l'or, des esclaves, de l'ivoire et du poivre de Guinée.
La guerre de Succession de Castille (1475–1479) fournit aux Rois Catholiques l'occasion non seulement d'attaquer la principale source de la puissance portugaise, mais aussi de prendre possession de ce commerce lucratif. La Couronne organisa officiellement ce commerce avec la Guinée : chaque caravelle devait obtenir une licence gouvernementale et payer un impôt d'un cinquième de ses bénéfices (un séquestre des douanes de la Guinée fut établi à Séville en 1475 - l'ancêtre de la future et célèbre Casa de Contratación).
Des flottes castillanes combattirent dans l'océan Atlantique, occupant temporairement les îles du Cap-Vert (1476), conquérant la ville de Ceuta dans la péninsule de Tingitana en 1476 (mais reprise par les Portugais),, et attaquèrent même les îles des Açores, pour finalement être battues à Praia,. Le tournant de la guerre survint en 1478, cependant, lorsqu'une flotte castillane envoyée par le roi Ferdinand pour conquérir Gran Canaria perdit des hommes et des navires aux Portugais qui repoussèrent l'attaque, et une grande armada castillane - pleine d'or - fut entièrement capturée dans la bataille décisive de la Guinée.
Le traité d'Alcáçovas (4 septembre 1479), bien qu'assurant le trône castillan aux Rois Catholiques, reflétait la défaite navale et coloniale castillane : « La guerre avec la Castille éclata violemment dans le golfe [de Guinée] jusqu'à ce que la flotte castillane de trente-cinq vaisseaux y fut défaite en 1478. À la suite de cette victoire navale, au traité d'Alcáçovas en 1479, la Castille, tout en conservant ses droits aux Canaries, reconnut le monopole portugais de la pêche et de la navigation sur toute la côte ouest-africaine et les droits du Portugal sur les îles de Madère, des Açores et du Cap-Vert [plus le droit de conquérir le royaume de Fès] ». Le traité délimita les sphères d'influence des deux pays, établissant le principe de la Mare clausum. Elle fut confirmée en 1481 par le pape Sixte IV, dans la bulle papale Æterni regis (datée du 21 juin 1481).
Cependant, cette expérience allait s'avérer profitable pour la future expansion espagnole à l'étranger, car comme les Espagnols étaient exclus des terres découvertes ou à découvrir des Canaries vers le sud - et par conséquent de la route vers l'Inde autour de l'Afrique - ils parrainèrent le voyage de Colomb vers l'ouest (1492) à la recherche de l'Asie pour faire le commerce de ses épices, rencontrant plutôt les Amériques. Ainsi, les limitations imposées par le traité d'Alcáçovas furent surmontées et une nouvelle division plus équilibrée du monde fût atteinte dans le traité de Tordesillas entre les deux puissances maritimes émergentes.

### Voyages au Nouveau Monde et le traité de Tordesillas
Sept mois avant le traité d'Alcaçovas, le roi Jean II  d'Aragon mourut et son fils Ferdinand II d'Aragon, marié à Isabelle Ire de Castille, hérita des trônes de la couronne d'Aragon. Ferdinand et Isabelle devinrent connus comme les Rois Catholiques, leur mariage étant une union personnelle qui instaura une relation entre la couronne d'Aragon et de Castille, chacun avec leurs propres administrations, mais gouvernés conjointement par les deux monarques.
Ferdinand et Isabelle vainquirent le dernier roi musulman de Grenade en 1492 après une guerre de dix ans. Les monarques catholiques négocièrent ensuite avec Christophe Colomb, un marin génois tentant d'atteindre Cipango (Japon) en naviguant vers l'ouest. La Castille était déjà engagée dans une course d'exploration avec le Portugal pour atteindre l'Extrême-Orient par mer lorsque Colomb fit sa proposition audacieuse à Isabelle. Dans les capitulations de Santa Fe, datées du 17 avril 1492, Christophe Colomb obtint des monarques catholiques sa nomination de vice-roi et gouverneur dans les terres déjà découvertes et qu'il découvrirait désormais ; ce fut donc le premier document à établir une organisation administrative aux Indes. Les découvertes de Christophe Colomb inaugurèrent la colonisation espagnole des Amériques. La revendication de l'Espagne sur ces terres fut solidifiée par les bulles papales Inter caetera du 4 mai 1493 et Dudum siquidem du 26 septembre 1493, lesquelles entérinaient la souveraineté des territoires découverts et à découvrir.
Les Portugais voulant maintenir la ligne de démarcation d'Alcaçovas dans la direction est-ouest le long d'une latitude au sud du cap Bojador, un compromis fut élaboré et incorporé dans le traité de Tordesillas, daté du 7 juin 1494, dans lequel le globe était partagé en deux hémisphères divisant les revendications espagnoles et portugaises. Ces actions donnèrent à l'Espagne le droit exclusif d'établir des colonies dans tout le Nouveau Monde du nord au sud (plus tard à l'exception du Brésil, que le commandant portugais Pedro Alvares Cabral rencontra en 1500), ainsi que dans les parties les plus orientales de l'Asie. Le traité de Tordesillas fut confirmé par le pape Jules II dans la bulle Ea quae pro bono pacis du 24 janvier 1506. L'expansion et la colonisation de l'Espagne furent motivées par des influences économiques, pour le prestige national, et par une volonté de répandre le catholicisme dans le Nouveau Monde.
Le traité de Tordesillas et le traité de Cintra (18 septembre 1509) établirent les limites du royaume de Fès pour le Portugal, et l'expansion castillane fut autorisée en dehors de ces limites, à commencer par la conquête de Melilla en 1497.
Pour d'autres puissances européennes, le traité entre l'Espagne et le Portugal ne s'imposait pas à elles-mêmes. François Ier de France observait que « Le soleil chauffe pour moi comme pour les autres et je désire fort voir le testament d’Adam pour savoir comment celui-ci avait partagé le monde »[réf. nécessaire].

### Bulles papales et Amériques
Contrairement à la couronne du Portugal, l'Espagne n'avait pas demandé l'autorisation papale pour ses explorations, mais avec le voyage de Christophe Colomb en 1492, la couronne demanda la confirmation papale de leur titre sur les nouvelles terres. La défense du catholicisme et la propagation de la foi étant la responsabilité première de la papauté, un certain nombre de bulles papales furent promulguées et affectèrent les pouvoirs des couronnes d'Espagne et du Portugal dans le domaine religieux. La conversion des habitants des terres nouvellement découvertes fut confiée par la papauté aux dirigeants du Portugal et de l'Espagne, à travers une série d'actions papales. Le Patronato real, ou pouvoir de patronage royal pour les positions ecclésiastiques, avait des précédents en Ibérie pendant la Reconquista. En 1493, le pape Alexandre, du royaume ibérique de Valence, émit une série de bulles. La bulle papale d'Inter caetera[C'est-à-dire ?] conférait le gouvernement et la juridiction des terres nouvellement trouvées aux rois de Castille-et-León et à leurs successeurs. Eximiae devotionis sinceritas[C'est-à-dire ?] accordait aux monarques catholiques et à leurs successeurs les mêmes droits que la papauté avait accordés au Portugal, en particulier le droit de présentation des candidats aux postes ecclésiastiques dans les territoires nouvellement découverts.
Selon la Concorde de Ségovie de 1475, Ferdinand était mentionné dans les bulles comme roi de Castille, et à sa mort, le titre des Indes devait être incorporé à la Couronne de Castille. Les territoires furent incorporés par les monarques catholiques en tant qu'actifs détenus conjointement.
Dans le traité de Villafáfila de 1506, Ferdinand renonça non seulement au gouvernement de Castille au profit de son gendre Philippe Ier de Castille mais aussi à la seigneurie des Indes, retenant la moitié des revenus des royaumes des Indes. Jeanne de Castille et Philippe ajoutèrent immédiatement à leurs titres les royaumes des Indes, des îles et du continent de la mer océanique. Mais le traité de Villafáfila ne dura pas longtemps[précision nécessaire] à cause de la mort de Philippe. Ferdinand revint comme régent de Castille et comme « seigneur des Indes ».
Selon le domaine accordé par les bulles papales et les testaments de la reine Isabelle de Castille en 1504 et du roi Ferdinand d'Aragon en 1516, ces biens devinrent la propriété de la couronne de Castille. Cet arrangement fut ratifié par les monarques successifs, à commencer par Charles Ier en 1519 dans un décret qui énonçait le statut juridique des nouveaux territoires d'outre-mer.
La seigneurie des territoires découverts, stipulée par les bulles papales, revenait exclusivement aux rois de Castille-et-León. La forme juridique des Indes devait passer de la « seigneurie » des Rois catholiques, à des « royaumes » pour les héritiers de Castille. Bien que les bulles alexandrines aient donné un pouvoir complet, libre et omnipotent aux monarques catholiques, ils ne les gouvernaient pas en tant que propriété privée mais en tant que propriété publique par le biais des organismes et autorités publics de Castille. Et lorsque ces territoires furent incorporés à la Couronne de Castille, le pouvoir royal était soumis aux lois de Castille.
La couronne était la gardienne des prélèvements fiscaux pour le soutien de l'Église catholique, en particulier la dîme, qui était prélevée sur les produits de l'agriculture et de l'élevage. En général, les Indiens étaient exemptés de la dîme. Bien que la couronne reçoive ces revenus, ils devaient être utilisés pour le soutien direct de la hiérarchie ecclésiastique et des établissements pieux, de sorte que la couronne elle-même ne bénéficiait pas financièrement de ces revenus. L'obligation de la Couronne de soutenir l'Église entraînait parfois le transfert de fonds du Trésor royal à l'Église lorsque la dîme ne permettait pas de payer les dépenses ecclésiastiques.
En Nouvelle-Espagne, l'évêque franciscain du Mexique Juan de Zumárraga et le premier vice-roi don Antonio de Mendoza créèrent une institution en 1536 pour former des indigènes à l'ordination sacerdotale, le Colegio de Santa Cruz de Tlatelolco. L'expérience fut considérée comme un échec, les indigènes étant considérés comme trop nouveaux dans la foi pour être ordonnés. Le pape Paul III publia une bulle, Sublimis Deus (1537), déclarant que les indigènes étaient capables de devenir chrétiens, mais les conseils provinciaux mexicains (1555) et péruviens (1567-1568) interdirent les indigènes de l'ordination.

### Premières implantations dans les Amériques
Avec les capitulations de Santa Fe, la Couronne de Castille accorda un pouvoir étendu à Christophe Colomb, y compris l'exploration, la colonisation, le pouvoir politique et les revenus, la souveraineté étant réservée à la Couronne. Le premier voyage établit la souveraineté de la couronne. Celle-ci supposait que l'évaluation grandiose faite par Colomb de ce qu'il avait trouvé était vraie. Alors l'Espagne renégocia le traité de Tordesillas avec le Portugal pour protéger leur territoire du côté espagnol de la ligne. La Couronne revu assez rapidement sa relation avec Colomb, et décida d'appliquer un contrôle plus direct sur le territoire ainsi que de mettre fin à ses privilèges. Ayant retenu la leçon, la Couronne était beaucoup plus prudente dans la spécification des conditions d'exploration, de conquête et de colonisation dans de nouvelles zones.
Le modèle issu des Caraïbes qui s'appliqua plus largement à l'ensemble des Indes espagnoles était l'exploration d'une zone inconnue et la revendication de souveraineté pour la couronne ; la conquête des peuples autochtones ou prise de contrôle sans violence directe ; une domination par des Espagnols qui obtenaient le travail des indigènes via les encomienda; et les colonies existantes devenant le point de départ pour de nouvelles explorations, conquêtes et colonies, suivies par les institutions de l'établissement avec des fonctionnaires nommés par la couronne. Les modèles établis dans les Caraïbes furent reproduits dans toute la sphère espagnole en expansion, de sorte que même si l'importance des Caraïbes s'estompa rapidement après la conquête espagnole de l'Empire aztèque et la conquête espagnole du Pérou, beaucoup de ceux qui participèrent à ces conquêtes avaient commencé leurs exploits dans les Caraïbes.
Les premières colonies européennes permanentes dans le Nouveau Monde furent établies dans les Caraïbes, initialement sur l'île d'Hispaniola, et plus tard Cuba et Porto Rico. Génois ayant des liens avec le Portugal, Colomb considérait qu'une colonie devait se baser sur le modèle de forts commerciaux et de manufactures, avec des employés salariés pour commercer avec les habitants et identifier les ressources exploitables. Cependant, la colonisation espagnole du Nouveau Monde était basée sur un modèle de grandes colonies permanentes, accompagnées de l'ensemble complexe des institutions et de la vie matérielle en vue de reproduire la vie castillane dans un lieu différent. Le deuxième voyage de Colomb en 1493 comportait un important contingent de colons et de marchandises pour accomplir cela. À Hispaniola, la ville de Saint-Domingue fut fondée en 1496 par le frère de Christophe Colomb, Bartolomeo Colomb, et devint une ville permanente en pierre dure.

### Affirmation du contrôle de la Couronne dans les Amériques
Bien que Colomb affirmât fermement et croyait que les terres qu'il rencontrait se trouvaient en Asie, la rareté des richesses matérielles et le manque relatif de complexité de la société indigène signifiaient que la Couronne de Castille n'était initialement pas préoccupée par les pouvoirs étendus accordés à Colomb. Alors que les Caraïbes devinrent un attrait pour les colonies espagnoles et que Christophe Colomb et sa famille génoise élargie n’étaient pas reconnus comme des fonctionnaires dignes de leurs titres, il y eut des troubles parmi les colons espagnols. La couronne commença à restreindre les pouvoirs étendus qu'elle avait accordés à Colomb, d'abord par nomination de gouverneurs royaux, puis par une haute cour ou audiencia en 1511.
Colomb rencontra le continent en 1498, et les Rois catholiques apprirent sa découverte en mai 1499. Profitant d'une révolte contre Colomb à Hispaniola, ils nommèrent Francisco de Bobadilla gouverneur des Indes avec juridiction civile et pénale sur les terres découvertes par Colomb. Bobadilla, cependant, fut bientôt remplacé par Nicolás de Ovando en septembre 1501. Désormais, la Couronne n'autoriserait les particuliers à voyager pour découvrir les territoires des Indes qu'avec une licence royale antérieure et, après 1503, le monopole de la Couronne était assuré par la création de la Casa de Contratación à Séville. Les successeurs de Colomb, cependant, intentèrent un procès contre la Couronne jusqu'en 1536 afin de faire appliquer les Capitulations de Santa Fe dans les pleitos colombinos[C'est-à-dire ?].
En Espagne métropolitaine, la direction des Amériques fut reprise par l'évêque Fonseca entre 1493 et 1516, puis à nouveau entre 1518 et 1524, après une brève période de règne de Jean le Sauvage. Après 1504, la figure du secrétaire fut ajoutée[pas clair], donc entre 1504 et 1507 Gaspar de Gricio prit la tête, entre 1508 et 1518 Lope de Conchillos le suivit, et à partir de 1519, Francisco de los Cobos.
En 1511, la junte des Indes fut constituée comme un comité permanent appartenant au Conseil de Castille pour traiter des questions des Indes, et cette junta constitua l'origine du Conseil des Indes, créé en 1524. Cette même année, la couronne établit une haute cour permanente, ou audiencia, dans la ville la plus importante de l'époque, Saint-Domingue, sur l'île d'Hispaniola (aujourd'hui Haïti et la République dominicaine). Désormais, la surveillance des Indes était basée à la fois en Castille et auprès des responsables de la nouvelle cour royale de la colonie. De même, au fur et à mesure que de nouvelles zones étaient conquises et que d'importantes colonies espagnoles étaient établies d'autres audiences furent créées.
Après la colonisation d'Hispaniola, les Européens cherchèrent d'autres endroits où établir de nouvelles colonies, car il y avait peu de richesse apparente et le nombre d'indigènes diminuait. Hispaniola, moins prospère, rendait les Espagnols impatients de chercher de nouveaux succès dans une nouvelle colonie. De là, Juan Ponce de León conquit Porto Rico (1508) et Diego Velázquez prit Cuba.
En 1508, le Conseil des Navigateurs se réunit à Burgos et reconnut la nécessité d'établir des colonies sur le continent. Le projet fut confié à Alonso de Ojeda et Diego de Nicuesa en tant que gouverneurs. Ils étaient subordonnés au gouverneur d'Hispaniola, le nouveau Diego Colomb, avec la même autorité légale qu'Ovando.
La première colonie sur le continent fut Santa María la Antigua del Darién en Castille d’Or (aujourd'hui Nicaragua, Costa Rica, Panama et Colombie), colonisée par Vasco Núñez de Balboa en 1510. En 1513, Balboa traversa l'isthme de Panama et dirigea la première expédition européenne à voir l'océan Pacifique depuis la côte ouest du Nouveau Monde. Dans une action qui devait longuement marquer l'histoire, Balboa revendiqua l'océan Pacifique et toutes les terres adjacentes pour la Couronne espagnole.
Le jugement de Séville de mai 1511 reconnut le titre de vice-roi à Diego Colomb, mais le borna à Hispaniola et aux îles découvertes par son père, Christophe Colomb. Son pouvoir fut néanmoins limité par les officiers royaux et les magistrats, constituant un double régime de gouvernement. La couronne sépara les territoires situés sur le continent, désignés comme Castille d’Or, de la vice-royauté d'Hispaniola. Etablissant Pedrarias Dávila comme lieutenant général de la Castille d'Or en 1513 avec des fonctions similaires à celles d'un vice-roi, Balboa resta mais fut subordonné comme gouverneur du Panama et de Coiba sur la côte du Pacifique. Après la mort de ce dernier, ils[Qui ?] retournèrent en Castille d'Or. Le territoire de la Castilla de Oro n'incluait pas Veragua (qui était compris approximativement entre le Rio Chagres et le cap Gracias a Dios), car il faisait l'objet d'un procès entre la Couronne et Diego Colomb, ou la région plus au nord, vers la péninsule du Yucatán, exploré par Yáñez Pinzón et Solís en 1508–1509, en raison de son éloignement. Les conflits du vice-roi Colomb avec les officiers royaux et avec l'audiencia, créés à Saint-Domingue en 1511, provoquèrent son retour dans la péninsule en 1515.

## Les Habsbourg d'Espagne (1516-1700)
En raison de la politique matrimoniale des Rois catholiques, leur petit-fils, Charles de Habsbourg, reçoit en 1516 des couronnes de Castille et d'Aragon, de l'empire espagnol en Amérique et des possessions de la couronne d'Aragon en Méditerranée et en Italie (royaume de Naples et de Sicile). Mais de sa lignée paternelle (Philippe le Beau, mort en 1506, fils de Marie de Bourgogne et de Maximilien d'Autriche), il a reçu dès 1515 les Pays-Bas bourguignons et le comté de Bourgogne (héritage des ducs de Bourgogne) et en 1519, les possessions de la maison de Habsbourg. En 1520, il est élu empereur sous le nom de Charles Quint (Charles V).
Quand il abdique en 1555-1556, il transmet à son fils Philippe ses possessions espagnoles et ses possessions bourguignonnes. Philippe centralise l'administration de l'empire espagnol à Madrid, initiant un âge d'or culturel et politique pour l'Espagne (connu en espagnol sous le nom de Siglo de Oro) tout en devenant le « roi prudent », et hérita également de l'empire portugais en 1580.
Les premiers Habsbourg poursuivent plusieurs objectifs :
- Saper la puissance de la France et la contenir dans ses frontières orientales
- Défendre l'Europe contre l'Empire ottoman (guerres austro-turques)
- Maintenir l'hégémonie des Habsbourg dans le Saint-Empire romain germanique et défendre l'Église catholique romaine contre la réforme protestante
- Propager le christianisme (catholique) aux indigènes non convertis du Nouveau Monde et des Philippines
- Exploiter les ressources des Amériques (or, argent, sucre) et commercer avec l'Asie (porcelaine, épices, soie)
- Exclure les autres puissances européennes des possessions revendiquées dans le Nouveau Monde

L'Espagne tomba sur une réalité impériale sans trouver de bénéfices au départ. Elle stimulait effectivement certains échanges et industries, mais les possibilités commerciales rencontrées étaient limitées. Par conséquent, l'Espagne commença à investir en Amérique avec la création de villes, car l'Espagne était en Amérique pour des raisons religieuses. Les choses commencèrent à changer dans les années 1520 avec l'extraction à grande échelle d'argent des riches gisements de la région de Guanajuato au Mexique, mais c'est l'ouverture des mines d'argent à Zacatecas et Potosí au Mexique et au Haut-Pérou (Bolivie moderne) en 1546 qui devint légendaire. Au XVIe siècle, l'Espagne détenait l'équivalent de 1,5 billion de dollars américains (termes de 1990) en or et en argent reçus de la Nouvelle-Espagne. Ces importations contribuèrent à l'inflation en Espagne et en Europe au cours des dernières décennies du XVIe siècle. Les vastes importations d'argent rendirent également les produits manufacturés locaux non compétitifs et rendirent finalement l'Espagne trop dépendante des sources étrangères de matières premières et de produits manufacturés. « J'ai appris un proverbe ici », raconte un voyageur français en 1603 : « Tout est cher en Espagne sauf l'argent ». Les problèmes causés par l'inflation furent discutés par des universitaires de l'école de Salamanque et des arbitristes. L'abondance des ressources naturelles provoqua une baisse de l'entreprenariat car les bénéfices tirés de l'extraction des ressources étaient moins risqués. Les riches préféraient investir leur fortune dans la dette publique (juros). La dynastie des Habsbourg dépensait les richesses castillanes et américaines dans des guerres à travers l'Europe au nom des intérêts des Habsbourg et déclarait à plusieurs reprises des moratoires (faillites) sur leurs paiements de dette. Ces charges provoquèrent un certain nombre de révoltes dans les domaines des Habsbourg espagnols, y compris leurs royaumes espagnols, mais les rébellions furent réprimées.

### Charles Quint (CharlesIerde Castille et d'Aragon) (1516-1556)
Avec la mort de Ferdinand II d'Aragon et l'incompétence supposée à gouverner de sa fille, la reine Jeanne de Castille et d'Aragon, Charles de Gand devint Charles Ier de Castille et d'Aragon. Il fut le premier monarque des Habsbourg d'Espagne et co-dirigeant de l'Espagne avec sa mère. Charles avait été élevé en Europe du Nord et ses intérêts restaient ceux de l'Europe chrétienne. La menace persistante des Turcs ottomans en Méditerranée et en Europe centrale occupa également le monarque. Bien qu'il ne soit pas directement un héritage, Charles fut élu empereur du Saint-Empire romain germanique après la mort de son grand-père l'empereur Maximilien grâce à des pots-de-vin prodigieux versés aux prince-électeurs. Charles devint le dirigeant chrétien le plus puissant d'Europe, mais son rival ottoman, Soliman le Magnifique, défia Charles pour la primauté en Europe. La France fit une alliance sans précédent mais pragmatique avec les Ottomans musulmans contre le pouvoir politique des Habsbourg et les Ottomans aidèrent les princes protestants allemands dans les conflits religieux déchirant l'unité chrétienne en Europe du Nord. Simultanément, les terres d'outre-mer revendiquées par l'Espagne dans le Nouveau Monde se révélèrent être une source de richesse et la couronne put exercer un contrôle plus important sur ses possessions d'outre-mer dans les domaines politique et religieux que ce qui était possible sur la péninsule ibérique ou en Europe. Les conquêtes de l'Empire aztèque et de l'Empire inca amenèrent de vastes civilisations indigènes dans l'empire espagnol et les richesses minières, en particulier l'argent, furent identifiées et exploitées, devenant le moteur économique de la couronne. Sous Charles, l'Espagne et son empire d'outre-mer dans les Amériques s’entrelacèrent profondément, la couronne imposant l'exclusivité catholique ; exercer la primauté de la couronne dans la domination politique, sans être gêné par les revendications d'une aristocratie existante ; et défendre ses prétentions contre d'autres puissances européennes. En 1558, il abdiqua son trône d'Espagne à son fils, Philippe, laissant les conflits en cours à son héritier.

#### Les guerres contre la France, dites «guerres d'Italie»
Avec l'ascension de Charles Ier en 1516 et son élection comme souverain du Saint-Empire romain germanique en 1519, François Ier de France se retrouva entouré des territoires des Habsbourg. Il envahit les possessions impériales en Italie en 1521, inaugurant la seconde guerre de la rivalité franco-habsbourgeoise. La guerre fut un désastre pour la France, qui subit la défaite lors de la bataille de la Bicoque (1522), la bataille de Pavie (1525), dans laquelle François Ier fut capturé et emprisonné à Madrid, et dans la bataille de Landriano (1529) avant François céda et abandonna Milan à l'Empire. Charles donna plus tard le fief impérial de Milan à son fils espagnol Philippe.
La papauté et Charles avaient des relations compliquées. Les forces de Charles furent victorieuses à la bataille de Pavie en 1525. Le pape Clément VII changea de camp et unit ses forces avec la France et les principaux États italiens contre l'empereur Habsbourg, entraînant la guerre de la Ligue de Cognac. Charles devint épuisé par l'ingérence du pape dans ce qu'il considérait comme des affaires purement laïques. En 1527, l'armée de Charles dans le nord de l'Italie, sous-payée et désireuse de piller la ville de Rome, se mutina, s'avança vers le sud en direction de Rome et pilla la ville. Le sac de Rome, bien que involontaire de Charles, embarrassa suffisamment la papauté pour que Clément et les papes qui lui succédèrent soient beaucoup plus circonspects dans leurs relations avec les autorités laïques. En 1533, le refus de Clément d'annuler le premier mariage du roi Henri VIII d'Angleterre avec la tante de Charles, Catherine d'Aragon, put avoir été en partie ou entièrement motivé par sa réticence à offenser l'empereur et peut-être faire saccager sa ville pour la deuxième fois. La paix de Barcelone, signée entre Charles Quint et le pape en 1529, établit une relation plus cordiale entre les deux dirigeants. Charles fut effectivement nommé le protecteur de la cause catholique, et il fut couronné roi d'Italie (Lombardie) par le pape Médicis Clément VII en échange de son intervention dans le renversement de la République florentine rebelle.
Les couronnes de Castille et d'Aragon dépendaient des banquiers génois pour ses finances et la flotte génoise aida les Espagnols à combattre les Ottomans en Méditerranée.

#### Guerres contre les Turcs ottomans
Au XVIe siècle, les Ottomans étaient devenus une menace pour les États d'Europe occidentale. Ils avaient vaincu l'empire byzantin chrétien oriental et saisi sa capitale, devenant la capitale ottomane et les Ottomans contrôlaient une région riche de la Méditerranée orientale, avec des liens avec l'Asie, l'Égypte et l'Inde et au milieu du XVIe siècle, ils gouvernaient un tiers de l'Europe. Les Ottomans avaient créé un empire terrestre et maritime impressionnant, avec des villes portuaires et des connexions commerciales à courte et longue portée. Le grand rival de Charles était Soliman le Magnifique, dont le règne coïncidait presque exactement avec celui de Charles. Un écrivain espagnol contemporain, Francisco López de Gómara, compara défavorablement Charles à Soliman dans les années 1540, disant que bien que riches et poursuivant la guerre, « les Turcs réussirent mieux à réaliser leurs projets que les Espagnols ; ils se consacrèrent plus pleinement à l'ordre et la discipline de la guerre, ils étaient mieux informés, ils utilisaient leur argent plus efficacement ».
En 1535, Charles rassembla une force d'invasion de 60 000 soldats et 398 navires des domaines des Habsbourg, de Gênes, du Portugal, des États pontificaux et des chevaliers de Saint-Jean, et il fit envahir cette force à Tunis en Afrique du Nord, d'où les Ottomans et leurs corsaires lançaient plusieurs raids contre les États chrétiens de la Méditerranée. Les Habsbourg détruisirent la flotte ottomane dans le port avant d'assiéger la forteresse de La Goulette. Après que les forces des Habsbourg aient conquis la ville de Tunis, elles massacrèrent 30 000 civils musulmans.
Le pape Paul III réunit une ligue composée de la république de Venise, du duché de Mantoue, de l'Empire espagnol, du Portugal, des États pontificaux, de la république de Gênes et des chevaliers de Saint-Jean, mais cette coalition fut défaite en 1538 à la bataille de Préveza, et elle fut peu après dissoute.
En 1543, François Ier de France annonça son alliance sans précédent avec le sultan islamique de l'Empire ottoman, Soliman le Magnifique, en occupant la ville de Nice sous contrôle espagnol de concert avec les forces turques ottomanes. Henri VIII d'Angleterre, qui avait plus de rancune envers la France qu'il n'en avait contre Charles pour s'être opposé à son divorce, le rejoignit dans son invasion de la France. Bien que les Espagnols aient été vaincus lors de la bataille de Cérisoles en Savoie, l'armée française n’était pas en mesure de menacer sérieusement Milan sous contrôle espagnol, tout en subissant une défaite dans le nord aux mains d'Henry, ce qui la contraignit à accepter des conditions défavorables. Les Autrichiens, dirigés par le frère cadet de Charles, Ferdinand, continuèrent à combattre les Ottomans à l'est.
La présence de l'Espagne en Afrique du Nord diminua pendant le règne de Charles, bien que Tunis et son port, La Goulette, aient été pris en 1535. L'un après l'autre, la plupart des biens espagnols furent perdus : Peñón de Vélez de la Gomera (1522), Santa Cruz de Mar Pequeña (1524), Alger (1529), Tripoli (1551), Bujia (1554), La Goulette et Tunis (1569).

#### Conflits avec les princes protestants du Saint-Empire
La Ligue de Smalkalde s'était alliée aux Français et les efforts en Allemagne pour saper la Ligue avaient été repoussés. La défaite de François en 1544 conduisit à l'annulation de l'alliance avec les protestants, et Charles en profita. Il tenta d'abord la voie de la négociation au concile de Trente en 1545, mais la direction protestante, se sentant trahie par la position prise par les catholiques au concile, entra en guerre, dirigée par l'électeur saxon Maurice.
En réponse, Charles envahit l'Allemagne à la tête d'une armée mixte hollandaise-espagnole, dans l'espoir de restaurer l'autorité impériale. L'empereur infligea personnellement une défaite décisive aux protestants lors de la bataille historique de Mühlberg en 1547. En 1555, Charles signa la paix d'Augsbourg avec les États protestants et rétablit la stabilité en Allemagne sur son principe de cuius regio, eius religio[C'est-à-dire ?], une position impopulaire avec des ecclésiastiques espagnols et italiens. L'implication de Charles en Allemagne établirait un rôle pour l'Espagne en tant que protecteur de la cause catholique des Habsbourg dans le Saint Empire romain ; le précédent conduira, sept décennies plus tard, à une implication dans la guerre qui mettra définitivement fin à l'Espagne en tant que première puissance européenne.

#### L'expansion en Amérique et dans le Pacifique (Philippines)
Lorsque Charles accéda au trône d'Espagne, les possessions d'outre-mer espagnoles dans le Nouveau Monde étaient basées dans les Caraïbes et le continent espagnol et consistaient en une population indigène en déclin rapide, peu de ressources de valeur pour la couronne et une population de colons espagnole clairsemée. La situation changea radicalement avec l'expédition d'Hernán Cortés, qui, avec des alliances avec des cités-États hostiles aux Aztèques et des milliers de guerriers mexicains indigènes, conquit l'Empire aztèque (1519-1521). Suivant le modèle établi en Espagne lors de la reconquête chrétienne de l'Espagne islamique, et dans les Caraïbes, les premières colonies européennes dans les Amériques, les conquérants divisèrent la population indigène en encomiendas de propriétés privées et exploitèrent leur travail. Le centre du Mexique et plus tard l'Empire inca du Pérou donnèrent à l'Espagne de nouvelles populations indigènes pour se convertir au christianisme et régner en tant que vassaux de la couronne. Charles établit le Conseil des Indes en 1524 pour superviser toutes les possessions d'outre-mer de Castille. Charles nomma un vice-roi au Mexique en 1535, plafonnant la gouvernance royale de la Haute Cour, du Real Audiencia et des fonctionnaires du Trésor avec le plus haut fonctionnaire royal. Après la conquête du Pérou, en 1542, Charles nomma également un vice-roi. Les deux fonctionnaires étaient sous la juridiction du Conseil des Indes. Charles promulgua les nouvelles lois de 1542 pour limiter le pouvoir du groupe conquérant de former une aristocratie héréditaire qui pourrait contester le pouvoir de la couronne.
Au milieu des années 1530, les corsaires français commencèrent à attaquer régulièrement les navires espagnols et à attaquer les ports des Caraïbes et les villes côtières. Les plus convoités étaient Saint-Domingue, La Havane, Santiago et San Germán. Les raids portuaires des corsaires à Cuba et ailleurs dans la région suivaient généralement le modèle de rançon, selon lequel les agresseurs saisissaient des villages et des villes, kidnappaient des résidents locaux et exigeaient le paiement de leur libération. S'il n'y avait pas d'otages, les corsaires exigeaient des rançons en échange de la préservation des villes. Que les rançons aient été payées ou non, les corsaires pillaient, commettaient une violence indicible contre leurs victimes, profanaient des églises et des images saintes, et laissaient des rappels fumants de leurs incursions.
En 1536, la France et l'Espagne reprirent la guerre et les corsaires français lancèrent une série d'attaques contre les colonies et les navires espagnols des Caraïbes. L'année suivante, un navire corsaire apparut à La Havane et demanda une rançon de 700 ducats. Les hommes de guerre espagnols arrivèrent peu après et effrayèrent le navire intrus, qui revint peu après pour demander une nouvelle rançon. Santiago fut également victime d'une attaque cette année-là, et les deux villes subirent des raids une fois de plus en 1538. Les eaux au large du nord-ouest de Cuba devinrent particulièrement attrayantes pour les pirates, car les navires commerciaux revenant en Espagne devaient traverser le détroit de 90 miles entre Key West et La Havane. En 1537-1538, des corsaires capturèrent et pillèrent neuf navires espagnols. Alors que la France et l'Espagne étaient en paix jusqu'en 1542, l'activité corsaire au-delà de la ligne continuait. Lorsque la guerre éclata à nouveau, elle fit écho une fois de plus dans les Caraïbes. Une attaque corsaire française particulièrement vicieuse eut lieu à La Havane en 1543. Elle fit un bilan sanglant de 200 colons espagnols tués. Au total, entre 1535 et 1563, les corsaires français avaient mené une soixantaine d'attaques contre les colonies espagnoles et capturé plus de dix-sept navires espagnols dans la région (1536-1547).

### PhilippeII(1556-1598)
Le règne de Philippe II d'Espagne fut extrêmement important, avec des succès et des échecs majeurs. Philippe était le seul fils légitime de Charles Quint. Il ne devint pas empereur romain, mais partagea les possessions des Habsbourg avec son oncle Ferdinand. Philippe traita la Castille comme le fondement de son empire, mais la population de Castille ne fut jamais assez grande pour fournir les soldats nécessaires à la défense de l'Empire ou les colons pour le peupler. Lorsqu'il épousa Mary Tudor, l'Angleterre était alliée à l'Espagne. Il s'empara du trône du Portugal en 1580, créant l'Union ibérique et soumettant toute la péninsule ibérique à son règne personnel.
Selon l'un de ses biographes, c'est entièrement grâce à Philippe que les Indes furent placées sous le contrôle de la couronne, demeurant espagnoles jusqu'aux guerres d'indépendance au début du XIXe siècle et catholiques à l'époque actuelle. Son plus grand échec fut son incapacité à réprimer la révolte hollandaise, qui fut aidée par ses rivaux anglais et français. Son catholicisme militant joua également un rôle majeur dans ses actions, tout comme son incapacité à comprendre les finances impériales. Il hérita des dettes de son père et engagea sa propre guerre religieuse, entraînant des faillites d'État récurrentes et une dépendance à l'égard des banquiers étrangers. Bien qu'il y ait eu une énorme expansion de la production d'argent au Pérou et au Mexique, elle ne resta pas aux Indes ou même en Espagne elle-même, mais plutôt en grande partie dans des maisons de commerce européennes. Sous le règne de Philippe, des érudits, appelés arbitristes, commencèrent à écrire des analyses de ce paradoxe de l'appauvrissement de l'Espagne.

#### Guerres en Méditerranée contre les Ottomans
Les premières années de son règne, « de 1558 à 1566, Philippe II se préoccupait principalement des alliés musulmans des Turcs, basés à Tripoli et à Alger, les bases d'où les forces nord-africaines [musulmanes] sous le corsaire Dragut s'attaquaient à la navigation chrétienne ». En 1565, les Espagnols vainquirent un débarquement turcs ottoman sur l'île stratégique de Malte, défendue par les Chevaliers de Saint-Jean. La mort de Soliman le Magnifique l'année suivante et sa succession par son fils moins capable Sélim l’Ivrogne enhardit Philippe, qui résolut de porter la guerre au sultan lui-même. En 1571, des navires de guerre espagnols et vénitiens, rejoints par des volontaires de toute l'Europe dirigés par le fils naturel de Charles, don Juan d'Autriche, anéantirent la flotte ottomane lors de la bataille de Lépante. La bataille mit fin à la menace de l'hégémonie navale ottomane en Méditerranée. Après la bataille, Philippe et les Ottomans conclurent des accords de trêve. La victoire fut facilitée par la participation de divers chefs militaires et contingents de certaines régions d'Italie sous le règne de Philippe. Des soldats allemands prirent part à la capture de Peñón del Vélez en Afrique du Nord en 1564. En 1575, les soldats allemands représentaient les trois quarts des troupes de Philippe.
Les Ottomans se rétablirent vite. Ils reconquirent Tunis en 1574, et ils aidèrent à restaurer un allié, Abu Marwan Abd al-Malik I Saadi, sur le trône du Maroc, en 1576. La mort du shah perse, Tahmasp Ier, fut l'occasion pour le sultan ottoman d’intervenir dans ce pays, il accepta donc une trêve en Méditerranée avec Philippe II en 1580. Néanmoins, les Espagnols à Lépante avait éliminé les meilleurs marins de la flotte ottomane, et l'Empire ottoman ne récupérerait jamais en qualité ce qu'il pouvait en nombre. Lépante fut le tournant décisif du contrôle de la Méditerranée loin des siècles d'hégémonie turque. En Méditerranée occidentale, Philippe mena une politique défensive avec la construction d'une série de garnisons armées et d'accords de paix avec certains dirigeants musulmans d'Afrique du Nord.
Dans la première moitié du XVIIe siècle, des navires espagnols attaquèrent la côte anatolienne, battant de plus grandes flottes ottomanes lors de la bataille du cap Celidonio et de la bataille du cap Corvo. Larache et La Mamora, sur la côte atlantique marocaine, et l'île d'Alhucemas, en Méditerranée, furent prises, mais au cours de la seconde moitié du XVIIe siècle, Larache et La Mamora furent également perdues.

#### La révolte des Pays-Bas (1566) et la sécession des Provinces-Unies (1581)
Lorsque Philippe succéda à son père, l'Espagne n'était pas en paix, car Henri II de France était monté sur le trône sur le trône en 1547 et avait immédiatement repris le conflit avec l'Espagne. Philippe poursuivit agressivement la guerre contre la France, écrasant une armée française à la bataille de Saint-Quentin en Picardie en 1558 et battant à nouveau Henri à la bataille de Gravelines. La paix de Cateau-Cambrésis, signée en 1559, reconnut de façon permanente les revendications espagnoles en Italie. Dans les célébrations qui suivirent le traité, Henri fut tué par un éclat de lance dans l’œil. La France fut frappée pendant les trente années suivantes par une guerre civile chronique et des troubles (voir Guerres de religion) et, pendant cette période, l’empêcha de concurrencer efficacement l'Espagne et la famille Habsbourg dans les jeux de pouvoir européens. Libérée de l'opposition française effective, l'Espagne atteignit l'apogée de sa puissance et de sa portée territoriale dans la période 1559-1643.
Le temps des réjouissances à Madrid fut de courte durée. En 1566, des émeutes calvinistes aux Pays-Bas incitèrent le duc d'Albe à marcher dans le pays pour rétablir l'ordre. En 1568, Guillaume d'Orange, mieux connu sous le nom de Guillaume le Taciturne, mena une tentative infructueuse de chasser Albe des Pays-Bas. Ces batailles furent généralement considérées comme marquant le début de la guerre de Quatre-Vingts Ans qui se termina avec l'indépendance des Provinces-Unies en 1648. Les Espagnols, qui tiraient une grande richesse des Pays-Bas et en particulier du port vital d'Anvers, s’étaient engagé à rétablir l'ordre et à maintenir son emprise sur les provinces. Selon Luc-Normand Tellier, « on estime que le port d'Anvers gagnait à la couronne espagnole sept fois plus de revenus que les Amériques ».
Pour l'Espagne, la guerre devint un bourbier sans fin, parfois littéralement. En 1574, l'armée espagnole sous Francisco de Valdez fut repoussée du siège de Leyde après que les Hollandais eurent brisé les digues, provoquant ainsi des inondations importantes. Le fils d'Albe, Fadrique Álvarez de Toledo, commit des massacres choquants à Malines, Zutphen, Naarden et Haarlem. En 1576, face aux factures de son armée d'occupation de 80 000 hommes aux Pays-Bas, le coût de sa flotte qui avait gagné à Lépante, ainsi que la menace croissante de piraterie en haute mer réduisant ses revenus de ses colonies américaines, Philippe fut forcé d'accepter la faillite. L'armée néerlandaise se mutina peu de temps après, s'emparant d'Anvers et pillant le sud des Pays-Bas. Cette « Furie espagnole » fut utilisée par Guillaume pour renforcer ses arguments pour allier toutes les provinces des Pays-Bas avec lui. L'Union de Bruxelles ne fut formée que pour être dissoute plus tard par intolérance envers la diversité religieuse de ses membres. Les calvinistes commencèrent leur vague d'atrocités incontrôlées visant les catholiques. Cette division donna à l'Espagne l'occasion d'envoyer Alexandre Farnèse avec 20 000 soldats bien entraînés aux Pays-Bas. Groninge, Breda, Campen, Anvers et Bruxelles, entre autres, furent assiégés. En janvier 1579, un groupe de nobles catholiques formèrent une Ligue pour la protection de leur religion et de leurs biens. Plus tard ce même mois, la Frise, la Gelderland, la Groningue, la Hollande, l'Overijssel, l'Utrecht et la Zélande formèrent les Provinces-Unies qui devinrent les Pays-Bas néerlandais d'aujourd'hui. Les provinces restantes devinrent les Pays-Bas espagnols et au XIXe siècle, la Belgique. Farnèse regagna bientôt presque toutes les provinces du sud pour l'Espagne.
Plus au nord, la ville de Maastricht fut assiégée le 12 mars 1579. Les assaillants de Farnèse creusèrent un vaste réseau de passages afin d'entrer dans la ville sous ses défenses murées. Les défenseurs creusèrent également des tunnels pour les rencontrer. Les batailles furent férocement menées dans des cavernes aux capacités de manœuvre limitées. Des centaines d'assiégeants furent brûlés ou étouffés à mort lorsque de l'eau bouillante fut versée dans les tunnels ou que des feux furent allumés pour les remplir de fumée. Dans le but de miner la ville, 500 des hommes de Farnèse furent tués lorsque les explosifs explosèrent prématurément. Cela prit plus de quatre mois, mais les assiégeants percèrent finalement le mur et entrèrent dans la ville la nuit. Attrapant les défenseurs épuisés endormis, ils massacrèrent 6 000 hommes, femmes et enfants. Sur les 30 000 habitants de la ville, seulement 400 survécurent. Maastricht fut un désastre majeur pour la cause protestante et les Hollandais commencèrent à s'en prendre à Guillaume d'Orange. Après plusieurs tentatives infructueuses, Guillaume fut assassiné en 1584. La reine d'Angleterre commença à secourir les provinces du Nord et y envoyant des troupes en 1585. Les forces anglaises sous le comte de Leicester puis Lord Willoughby affrontèrent les Espagnols aux Pays-Bas sous Farnèse dans une série d'actions largement indécises qui immobilisèrent un nombre important de troupes espagnoles et permirent aux Néerlandais de réorganiser leurs défenses. L'Armada espagnole subit une défaite aux mains des Anglais en 1588 et la situation aux Pays-Bas devint de plus en plus difficile à gérer. Maurice de Nassau, le fils de Guillaume, reprit Deventer, Groninge, Nimègue et Zutphen.
L'Espagne s'était investie dans la guerre religieuse en France après la mort d'Henri II. En 1589, Henri III, le dernier de la lignée Valois, mourut assassiné devant les murs de Paris. Son successeur, Henri IV de Navarre, premier roi Bourbon de France, était un homme de grande capacité, remportant des victoires clés contre la Ligue catholique à Arques (1589) et Ivry (1590). Engagés à empêcher Henri de Navarre à devenir roi de France, les Espagnols divisèrent leur armée aux Pays-Bas et envahirent la France, soulageant Paris en 1590 et Rouen en 1592.
Le 25 octobre 1590, les Espagnols débarquèrent à Nantes. Ils établirent comme base opérationnelle le port de Blavet. Le 21 mai 1592, ils vainquirent une armée anglo-française à la bataille de Craon et, après avoir chassé le contingent anglais, ils la firent complètement dérailler à Ambrières. Le 6 novembre de la même année, ils prirent Brest. En 1593, les Espagnols débarquèrent sur Camaret et construisirent le fort de la Pointe des Espagnols dans la presqu'île de Crozon, dominant l'entrée du port de Brest. Le 1er octobre, une armée anglo-française commença un siège du Fort Crozon, tandis qu'une flotte anglaise bombarda l'endroit depuis la mer. La garnison ne put tenir que jusqu'au 15 novembre, tandis que l'armée auxiliaire, dirigée par Juan del Águila, ne réussit pas à soulager le fort ayant été bloqué à Plomodiern. Le 19, un assaut des assiégeants passa la garnison à l'épée - il ne resta que 13 survivants.
Les Espagnols décidèrent d'organiser une expédition punitive contre l'Angleterre pour avoir aidé les Français. Ainsi, le 26 juillet 1595, trois compagnies de mousquetaires sous le commandement du capitaine Carlos de Amésquita naviguèrent en quatre galères. Ils touchèrent d'abord terre à Penmarch pour s'approvisionner. Le 31 juillet, ils partirent pour l'Angleterre et débarquèrent le 2 août à Mount's Bay, en Cornouailles. En deux jours, l'expédition saccagea et brûla Mousehole (où seul un pub survécut), Newlyn, Paul et Penzance. Ils dégagèrent également l'artillerie lourde des Anglais, puis réembarquèrent sur les galères. Le 5 août, un jour après avoir regagné la France, ils trouvèrent un escadron néerlandais de 46 navires dont ils réussirent à s'échapper, mais pas avant d'avoir coulé deux navires ennemis. Le 10 août, Amésquita et ses hommes débarquèrent victorieusement à Blavet. L'expédition fit 20 morts, tous dans l'escarmouche contre les Hollandais.
Début juin 1595, le gouverneur espagnol de Milan, Juan Fernández de Velasco, traversa les Alpes avec une armée de 12 000 hommes venus d'Italie et de Sicile. Le noble catholique français Charles, duc de Mayenne, s'associa à lui à Besançon, et l'armée de la Ligue hispano-catholique combinée poursuivit son objectif avec la capture de Dijon. Le roi Henri réussit à rassembler 3 000 soldats français et il se dirigea jusqu'à Troyes pour empêcher les Espagnols de le faire. À la bataille de Fontaine-Francaise le 5 juin 1595, les Français surprirent les Espagnols et les forcèrent à se retirer temporairement, et Velasco décida de battre en retraite, pensant que les Français numériquement inférieurs attendraient des renforts. La victoire royale française marqua la fin de la Ligue catholique.
Les Français firent également quelques progrès lors d'une invasion des Pays-Bas espagnols, menée par Henri de La Tour d'Auvergne, duc de Bouillon et François d'Orléans-Longueville. Les Français prirent Ham et massacrèrent la petite garnison espagnole, provoquant la colère parmi les rangs espagnols. Les Espagnols lancèrent une offensive concertée cette année-là, en prenant Doullens, Cambrai et Le Catelet ; à Doullens, les Espagnols crièrent « En souvenir de Ham » et massacrèrent toute la population de la ville (militaires et civils) dans un acte de vengeance. Le général espagnol chargé de l'offensive, Carlos Coloma, procèda au lancement d'une invasion de la France en 1596. Du 8 au 24 avril 1596, l'armée espagnole de Coloma, forte de 15 000 hommes, assiégea Calais, détenue par 7 000 soldats français sous François d'Orléans. Les forces de secours d'Angleterre et des Provinces-Unies ne réussirent pas à lever le siège et Calais tomba à l’Espagne. L'Armée des Flandres remporta une victoire retentissante, et les Espagnols - désormais aux commandes de Calais et de Dunkerque - contrôlaient la Manche.
En mars 1597, les Espagnols réussirent à prendre la ville d'Amiens grâce à une ruse. Le roi Henri IV constitua immédiatement et rapidement une armée de 12 000 fantassins et 3 000 cavaliers (dont 4 200 soldats anglais) et assiégea Amiens le 13 mai, face à 29 000 fantassins et 3 000 cavaliers (5 500 à Amiens, 25 000 en relève). La force de secours, commandée par l'archiduc Albert d'Autriche et Ernst von Mansfeld, ne réussit pas à plusieurs reprises à déloger les assiégeants français et fut forcée de battre en retraite. Le 25 septembre 1597, toute la force espagnole à Amiens fut forcée de se rendre et Henri était désormais en position de force pour négocier des conditions de paix.
En 1595, Hugh O'Neill, comte de Tyrone et Hugh O'Donnell avaient eu le soutien espagnol lorsqu’ils menèrent une rébellion irlandaise. En 1601, l'Espagne débarqua des soldats sur la côte du comté de Cork à l'appui, mais les groupes ne réussirent pas à se rencontrer. Au lieu de cela, les Espagnols furent coincés par les Anglais lors du siège de Kinsale, et ils furent définitivement battus en 1602.
Confronté à des guerres contre la France, l'Angleterre et les Provinces-Unies, chacune dirigée par des chefs compétents, l'empire espagnol en faillite se retrouva en concurrence avec de puissants adversaires. La piraterie continue contre ses expéditions dans l'Atlantique et les entreprises coloniales coûteuses forcèrent l'Espagne à renégocier ses dettes en 1596. Philippe avait été contraint de déclarer faillite en 1557, 1560, 1575 et 1598. La couronne tenta de réduire son exposition aux conflits, en signant pour la première fois le traité de Vervins avec la France en 1598, en reconnaissant Henri IV (depuis 1593 catholique) comme roi de France, et en restaurant bon nombre des stipulations de la précédente paix de Cateau-Cambrésis.

#### L'empire espagnol d'Amérique
Sous Philippe II, le pouvoir royal sur les Indes augmenta, mais la couronne en savait peu sur ses possessions d'outre-mer aux Indes. Bien que le Conseil des Indes y ait été chargé de surveiller, il agissait sans l'avis de hauts fonctionnaires ayant une expérience coloniale directe. Un autre problème grave était que la Couronne ne savait pas quelles lois espagnoles y étaient en vigueur. Pour remédier à la situation, Philippe nomma Juan de Ovando, nommé président du conseil, pour donner son avis. Ovando nomma un « chroniqueur et cosmographe des Indes », Juan López de Velasco, pour recueillir des informations sur les avoirs de la couronne, qui aboutirent aux Relaciones geográficas dans les années 1580.
La couronne cherchait un plus grand contrôle sur les encomenderos, qui avaient tenté de s'établir comme une aristocratie locale ; renforcer le pouvoir de la hiérarchie ecclésiastique ; étayer l'orthodoxie religieuse par la création de l'Inquisition à Lima et à Mexico (1571) ; et l'augmentation des revenus des mines d'argent au Pérou et au Mexique, découverte dans les années 1540. La nomination par la couronne de deux vice-rois capables, don Francisco de Toledo comme vice-roi du Pérou (1569-1581), et au Mexique, don Martín Enríquez (1568-1580), qui fut ensuite nommé vice-roi pour remplacer Toledo, fut particulièrement importante au Pérou. Là-bas, après des décennies de troubles politiques, avec des vice-rois et des encomenderos inefficaces exerçant un pouvoir indu, des institutions royales faibles, un État inca renégat existant à Vilcabamba et un déclin des revenus de la mine d'argent de Potosí, la nomination de Toledo avait été une étape importante pour le contrôle royal. Il s'appuya sur les réformes tentées sous les vice-rois précédents, mais il fut souvent crédité d'une transformation majeure de la domination de la couronne au Pérou. Toledo officialisa le projet de main-d'œuvre des roturiers andins, la mita, pour garantir un approvisionnement en main-d'œuvre à la fois pour la mine d'argent de Potosí et la mine de mercure de Huancavelica. Il établit des districts administratifs de corregimiento et réinstalla des indigènes des Andes dans des reducciones pour mieux les gouverner. Sous Toledo, le dernier bastion de l'État inca fut détruit et le dernier empereur inca, Tupac Amaru Ier, fut exécuté. L'argent de Potosí coula dans les coffres en Espagne et paya les guerres d'Espagne en Europe. Au Mexique, le vice-roi Enríquez organisa la défense de la frontière nord contre les groupes indigènes nomades et belliqueux, qui attaquaient les lignes de transport d'argent des mines du nord. Dans le domaine religieux, la couronne chercha à contrôler le pouvoir des ordres religieux avec l'Ordenanza del Patronazgo, en ordonnant aux moines d'abandonner leurs paroisses indiennes et de les remettre au clergé diocésain, qui était plus étroitement contrôlé par la couronne.
La Couronne étendit ses revendications mondiales et défendit celles qui existaient déjà aux Indes. Des explorations transpacifiques avaient conduit l'Espagne à revendiquer les Philippines et à établir des colonies espagnoles et des échanges avec le Mexique. La vice-royauté du Mexique avait compétence sur les Philippines, qui devinrent l'entrepôt du commerce asiatique. La succession de Philippe à la couronne du Portugal en 1580 compliqua la situation sur le terrain aux Indes entre les colons espagnols et portugais, bien que le Brésil et l'Amérique espagnole aient été administrés par des conseils distincts en Espagne. L'Espagne fit face à l'empiètement des Anglais sur le contrôle maritime de l'Espagne aux Indes, en particulier par sir Francis Drake et son cousin John Hawkins. Drake échappa à la mort de justesse lorsque les navires de Hawkins furent coincés entre des galions espagnols et des batteries côtières à San Juan de Ulúa (dans l'actuel Mexique). En janvier 1586, avec Martin Frobisher, Drake mena un raid pour piller Saint-Domingue sur Hispaniola, et il pilla Carthagène des Indes plusieurs semaines plus tard. Les Espagnols vainquirent la flotte de Drake et Hawkins en 1595 à San Juan (Porto Rico) et Carthagène des Indes (Colombie). L'Espagne reprit le contrôle de l'isthme de Panama en y déplaçant le port principal de Nombre de Dios à Portobelo.

#### Les Philippines, le Sultanat de Brunei et l'Asie du Sud-Est
Avec la conquête et la colonisation des Philippines, l'Empire espagnol atteignit son apogée. En 1564, Miguel López de Legazpi fut chargé par le vice-roi de la Nouvelle-Espagne (Mexique), don Luis de Velasco, de diriger une expédition dans l'océan Pacifique pour trouver les Moluques, où les explorateurs précédents Fernand de Magellan et Ruy López de Villalobos avaient débarqué en 1521 et 1543, respectivement. La navigation vers l'ouest pour atteindre les sources d'épices continuait d'être une nécessité avec les Ottomans qui contrôlaient toujours les principaux points de passage en Asie centrale. On ignorait comment l'accord entre l'Espagne et le Portugal divisant le monde atlantique avait affecté les découvertes de l'autre côté du Pacifique. L'Espagne avait cédé ses droits des « îles aux épices » au Portugal dans le traité de Saragosse en 1529, mais l'appellation était vague, tout comme leur délimitation exacte. L'expédition Legazpi fut commandée par le roi Philippe II, dont les Philippines avaient été nommées plus tôt par Ruy López de Villalobos, lorsque Philippe était l'héritier du trône. Le roi déclara que « le but principal de cette expédition est d'établir la route de retour depuis les îles occidentales, car il est déjà connu que la route vers ces îles est assez courte ». Le vice-roi mourut en juillet 1564, mais l'Audiencia et López de Legazpi achevèrent les préparatifs de l'expédition. En se lançant dans l'expédition, l'Espagne manquait de cartes ou d'informations pour guider la décision du roi d'autoriser l'expédition. Cette prise de conscience conduisit ensuite à la création de rapports des différentes régions de l'empire, les relaciones geográficas. Les Philippines tombèrent sous la juridiction de la vice-royauté du Mexique, et une fois que les traversées des galions de Manille entre Manille et Acapulco furent établies, le Mexique devint le lien des Philippines avec le plus grand Empire espagnol.
La colonisation espagnole commença sérieusement lorsque López de Legazpi arriva du Mexique en 1565 et forma les premières colonies à Cebu. Commençant par seulement cinq navires et cinq cents hommes accompagnés de frères augustins, puis renforcé en 1567 par deux cents soldats, il put repousser les Portugais et jeter les bases de la colonisation de l'archipel. En 1571, les Espagnols, leurs recrues mexicaines et leurs alliés philippins (Visayan) attaquèrent et occupèrent Maynila, un état vassal du sultanat de Brunei, et négocièrent l'incorporation du royaume de Tondo qui avait été libéré du contrôle du sultanat de Brunei et de qui, leur princesse, Gandarapa, avait eu une romance tragique avec le conquistador né au Mexique et petit-fils de Miguel Lopez de Legazpi, Juan de Salcedo. Les forces combinées espagnoles-mexicaines-philippines construisirent également une ville fortifiée chrétienne sur les ruines incendiées de la Maynila musulmane et en firent la nouvelle capitale des Indes espagnoles et la rebaptisèrent Manille (Manila en espagnol). Les Espagnols étaient peu nombreux, la vie était difficile et ils étaient souvent en infériorité numérique par leurs recrues latino-américaines et leurs alliés philippins. Ils tentèrent de mobiliser des populations subordonnées à travers les encomiendas. Contrairement aux Caraïbes où les populations autochtones disparurent rapidement, les populations autochtones restèrent robustes aux Philippines. Un Espagnol décrivit le climat comme cuarto meses de polvo, cuartro meses de lodo, y cuartro meses de todo (« quatre mois de poussière, quatre mois de boue et quatre mois de tout »)[réf. nécessaire].
Legazpi construisit un fort à Manille et fit des ouvertures d'amitié à Lakan Dula, Lakan de Tondo, qui accepta. L'ancien dirigeant de Maynila, le rajah musulman, Rajah Sulayman, qui était un vassal du sultan de Brunei, refusa de se soumettre à Legazpi mais n’obtint pas le soutien de Lakan Dula ou des colonies de Pampangan et Pangasinan au nord. Lorsque Tarik Sulayman et une force de guerriers musulmans Kapampangan et Tagalog attaquèrent les Espagnols dans la bataille de Bangkusay, il fut finalement vaincu et tué. Les Espagnols repoussèrent également une attaque du chef de guerre pirate chinois Limahong. Simultanément, l'établissement de Philippines christianisées attira des commerçants chinois qui échangeaient leur soie contre de l'argent mexicain, des commerçants indiens et malais également installés aux Philippines, pour échanger leurs épices et leurs gemmes contre le même argent mexicain. Les Philippines devinrent alors un centre d'activité missionnaire chrétien qui était également dirigé vers le Japon et les Philippines acceptèrent même des chrétiens convertis du Japon après que les shoguns les aient persécutés. La plupart des soldats et des colons envoyés par les Espagnols aux Philippines venaient du Mexique ou du Pérou et très peu de gens venaient directement d'Espagne.
En 1578, la Guerre castillane éclata entre les Espagnols chrétiens et les Brunéiens musulmans pour le contrôle de l'archipel des Philippines. Les Espagnols furent rejoints par les Visayans non musulmans nouvellement christianisés du Kedatuan de Madja - qui étaient des animistes et le royaume de Cebu qui étaient hindous, plus le royaume de Butuan (qui étaient du nord de Mindanao et qui étaient hindous avec une monarchie bouddhiste), ainsi que les restes du Kedatuan de Dapitan qui étaient également animistes et avaient précédemment mené une guerre contre les nations islamiques du sultanat de Sulu et du royaume de Maynila. Ils se battirent contre le sultanat de Brunei et ses alliés, les États fantoches brunéiens de Maynila et Sulu, qui avaient des liens dynastiques avec Brunei. Les Espagnols, leurs recrues mexicaines et leurs alliés philippins attaquèrent Brunei et saisi sa capitale, Kota Batu. Cela fut réalisé en partie grâce à l'aide de deux nobles, Pengiran Seri Lela et Pengiran Seri Ratna. Le premier s'était rendu à Manille pour offrir au Brunei comme un vassal de l'Espagne pour l'aider à récupérer le trône usurpé par son frère, Saiful Rijal. Les Espagnols convinrent que s'ils réussissaient à conquérir Brunei, Pengiran Seri Lela deviendrait en effet le sultan, tandis que Pengiran Seri Ratna serait le nouveau Bendahara. En mars 1578, la flotte espagnole, dirigée par De Sande lui-même, agissant en tant que Capitán General, commença son voyage vers Brunei. L'expédition comprenait 400 Espagnols et Mexicains, 1 500 Philippins et 300 Bornéens. La campagne fut l'une des nombreuses, qui comprenait également des actions à Mindanao et Sulu.
Les Espagnols réussirent à envahir la capitale le 16 avril 1578, avec l'aide de Pengiran Seri Lela et Pengiran Seri Ratna. Le sultan Saiful Rijal et Paduka Seri Begawan le sultan Abdul Kahar furent contraints de fuir à Meragang puis à Jerudong. À Jerudong, ils prévirent de chasser l'armée conquérante loin de Brunei. Les Espagnols subirent de lourdes pertes en raison d'une épidémie de choléra ou de dysenterie. Ils furent tellement affaiblis par la maladie qu'ils décidèrent d'abandonner Brunei pour retourner à Manille le 26 juin 1578, après seulement 72 jours. Avant de le faire, ils brûlèrent la mosquée, une structure haute avec un toit à cinq niveaux.
Pengiran Seri Lela mourut en août-septembre 1578, probablement de la même maladie qui avait frappé ses alliés espagnols, bien que l'on soupçonne qu'il aurait pu être empoisonné par le sultan au pouvoir. La fille de Seri Lela, princesse brunéienne, partit avec les Espagnols et épousa un chrétien Tagalog, nommé Agustín de Legazpi de Tondo, et eut des enfants aux Philippines.
En 1587, Magat Salamat, l'un des enfants de Lakan Dula, ainsi que le neveu de Lakan Dula et les seigneurs des régions voisines de Tondo, Pandacan, Marikina, Candaba, Navotas et Bulacan, furent exécutés lorsque la conspiration Tondo de 1587-1588 échoua ; une grande alliance prévue avec le capitaine chrétien japonais, Gayo, et le sultan de Brunei, aurait restauré l'ancienne aristocratie. Son échec entraîna la pendaison d'Agustín de Legazpi et l'exécution de Magat Salamat (le prince héritier de Tondo). Par la suite, certains des conspirateurs furent exilés à Guam ou Guerrero, au Mexique.
Les Espagnols menèrent ensuite le conflit hispano-moro pendant des siècles contre les sultanats de Maguindanao, Lanao et Sulu. La guerre fut également menée contre le sultanat de Ternate et Tidore (en réponse à l'esclavage ternatéen et à la piraterie contre les alliés de l'Espagne : Bohol et Butuan). Pendant le conflit hispano-moro, les Moros de Mindanao musulmans menèrent des actes de piraterie et des raids contre les colonies chrétiennes aux Philippines. Les Espagnols ripostèrent en établissant des cités chrétiennes telles que la ville de Zamboanga sur Mindanao musulmane. Les Espagnols considéraient leur guerre avec les musulmans d'Asie du Sud-Est comme une extension de la Reconquista, une campagne de plusieurs siècles visant à reprendre et à rechristianiser la patrie espagnole envahie par les musulmans du califat omeyyade. Les expéditions espagnoles aux Philippines faisaient également partie d'un plus grand conflit mondial ibéro-islamique qui comprenait une rivalité avec le califat ottoman, qui avait un centre d'opérations dans son vassal voisin, le sultanat d'Aceh.
En 1593, le gouverneur général des Philippines, Luis Pérez Dasmariñas, partit à la conquête du Cambodge, déclenchant la guerre hispano-cambodgienne. Quelque 120 Espagnols, Japonais et Philippins, naviguant à bord de trois jonques, lancèrent une expédition au Cambodge. Après une altercation entre les membres de l'expédition espagnole et certains marchands chinois au port, faisant quelques morts chinois, les Espagnols furent contraints d'affronter le nouveau roi Anacaparan, brûlant une grande partie de sa capitale tout en le battant. En 1599, des marchands musulmans malais vainquirent et massacrèrent la quasi-totalité du contingent de troupes espagnoles au Cambodge, mettant fin aux plans espagnols de conquête. Une autre expédition, celle de conquérir Mindanao, manqua également de succès. En 1603, lors d'une rébellion chinoise, Pérez Dasmariñas fut décapité et sa tête fut montée à Manille avec celle de plusieurs autres soldats espagnols.

#### L'Union ibérique 1580-1640
En 1580, le roi Philippe vit l'occasion de renforcer sa position en Ibérie lorsque le dernier membre de la famille royale portugaise, le cardinal Henri de Portugal, mourut. Philippe affirma sa revendication sur le trône portugais et en juin envoya le duc d'Albe avec une armée à Lisbonne pour assurer sa succession. Il établit le Conseil du Portugal, sur le modèle des conseils royaux, le Conseil de Castille, le Conseil d'Aragon et le Conseil des Indes, qui supervisaient des juridictions particulières, mais tous sous le même monarque. Au Portugal, le duc d'Albe et l'occupation espagnole étaient à peine plus populaires à Lisbonne qu'à Rotterdam. Les empires combinés espagnol et portugais placés entre les mains de Philippe comprenaient la quasi-totalité du Nouveau Monde exploré ainsi qu'un vaste empire commercial en Afrique et en Asie. En 1582, lorsque Philippe II ramena sa cour à Madrid du port atlantique de Lisbonne, où il s'était temporairement installé pour pacifier son nouveau royaume portugais, le modèle fut scellé, malgré ce que chaque observateur notait en privé. « La puissance maritime est plus importante pour le souverain espagnol que tout autre prince », écrivit un commentateur, « car ce n'est que par la puissance maritime qu'une seule communauté peut être créée à partir de tant de personnes si éloignées ». Un écrivain sur la tactique en 1638 observait : « La puissance la plus appropriée aux armes de l'Espagne est celle qui est placée sur les mers, mais cette question d'État est si bien connue que je ne devrais pas en discuter, même si je pensais qu'il était opportun de le faire ». Le Portugal et ses royaumes, dont le Brésil et ses colonies africaines, étaient sous la domination du monarque espagnol.
Le Portugal avait besoin d'une force d'occupation étendue pour la garder sous contrôle, et l'Espagne était encore sous le choc de la faillite de 1576. En 1584, Guillaume le Taciturne avait été assassiné par un catholique à moitié dérangé, et la mort du chef populaire de la résistance hollandaise était censée mettre fin à la guerre mais ne le fit pas. En 1585, la reine Élisabeth Ire  d'Angleterre avait envoyé un soutien aux causes protestantes aux Pays-Bas et en France, et sir Francis Drake lançait des attaques contre les marchands espagnols dans les Caraïbes et le Pacifique, ainsi qu'une attaque particulièrement agressive contre le port de Cadix.
Le Portugal était impliqué dans les conflits de l'Espagne avec ses rivaux. En 1588, espérant mettre un terme à l'intervention d'Élisabeth, Philippe avait envoyé l'Armada espagnole envahir l'Angleterre. Le temps défavorable, plus des navires anglais lourdement armés et manœuvrables, et le fait que les Anglais avaient été avertis par leurs espions aux Pays-Bas et étaient prêts pour l'attaque avaient entraîné une défaite pour l'Armada. Cependant, l'échec de l'expédition Drake – Norreys au Portugal et aux Açores en 1589 marqua un tournant dans la guerre anglo-espagnole de 1585–1604. Les flottes espagnoles devinrent plus efficaces pour transporter des quantités considérablement accrues d'argent et d'or depuis les Amériques, tandis que les attaques anglaises subissaient des échecs coûteux.
Sous le règne de Philippe IV (Philippe III de Portugal) en 1640, les Portugais se révoltèrent et se battirent pour leur indépendance du reste de la péninsule ibérique. Le Conseil du Portugal fut ensuite dissous.

### PhilippeIII(1598-1621)
Le successeur de Philippe II, Philippe III, fit du ministre en chef Francisco Goméz de Sandoval y Rojas, duc de Lerma, un favori, le premier des validos (en français : « les plus dignes »). Philippe cherchait à réduire les conflits étrangers, car même les vastes revenus ne pouvaient pas soutenir le royaume presque en faillite. Le royaume d'Angleterre, souffrant d'une série de répulsions en mer et d'une guérilla par les catholiques d'Irlande, soutenus par l'Espagne, accepta le traité de Londres, de 1604, à la suite de l’accession au trône du roi Jacques Ier Stuart, plus docile. Le ministre en chef de Philippe, le duc de Lerma, dirigea également l'Espagne vers la paix avec les Pays-Bas en 1609, bien que le conflit devait réapparaître plus tard.
La Castille fournissait à la couronne espagnole la plupart de ses revenus et ses meilleures troupes. La peste dévasta les terres castillanes entre 1596 et 1602, causant la mort de quelque 600 000 personnes. Un grand nombre de Castillans allèrent en Amérique ou moururent au combat. En 1609, la grande majorité de la population morisque d'Espagne (beaucoup plus nombreuse et non assimilée dans les royaumes de Valence et d'Aragon, que dans la couronne de Castille ou la Principauté de Catalogne) fut expulsée. On estime que la Castille perdit environ 25 % de sa population entre 1600 et 1623. Une baisse aussi spectaculaire de la population signifiait que la base des revenus de la Couronne était dangereusement affaiblie à une époque où elle était engagée dans un conflit continu en Europe.
La paix avec l'Angleterre et la France donna à l'Espagne l'occasion de concentrer ses énergies sur le rétablissement de sa domination dans les provinces néerlandaises. Les Hollandais, menés par Maurice de Nassau, fils de Guillaume le Taciturne et peut-être le plus grand stratège de son temps, avaient réussi à prendre un certain nombre de villes frontalières depuis 1590, dont la forteresse de Bréda. Cependant, le noble génois Ambrogio Spinola, commandant une armée de mercenaires italiens, combattit au nom de l'Espagne et battit à plusieurs reprises les Hollandais. Il ne fut empêché de conquérir les Pays-Bas que par la dernière faillite de l'Espagne en 1607. En 1609, la Trêve de douze ans fut signée entre l'Espagne et les Provinces-Unies. Enfin, l'Espagne était en paix - la Pax Hispanica.
L'Espagne se rétablit bien au cours de la trêve, remettant ses finances en ordre et faisant beaucoup pour restaurer son prestige et sa stabilité dans la perspective de la dernière grande guerre dans laquelle elle allait jouer un rôle de premier plan. Le duc de Lerma (et dans une large mesure Philippe II) n'était pas intéressé par les affaires de son allié, l'Autriche. En 1618, le roi le remplaça par don Baltasar de Zúñiga, un ancien ambassadeur à Vienne. Don Balthasar pensait que la clé pour restreindre la résurgence des Français et éliminer les Hollandais était une alliance plus étroite avec la monarchie des Habsbourg. En 1618, à commencer par la Défenestration de Prague, l'Autriche et l'empereur romain germanique, Ferdinand II, se lancèrent dans une campagne contre l'Union protestante et la Bohême. Don Balthasar encouragea Philippe à rejoindre les Habsbourg autrichiens dans la guerre, et Spinola, l'étoile montante de l'armée espagnole aux Pays-Bas, fut envoyée à la tête de l'armée des Flandres pour intervenir. Ainsi, l'Espagne entra dans la guerre de Trente Ans.

### PhilippeIV(1621-1665)
Lorsque Philippe IV succéda à son père en 1621, l'Espagne était clairement en déclin économique et politique, source de consternation. Les savants arbitristes envoyait au roi plus d'analyses des problèmes de l'Espagne et des solutions possibles. Pour illustrer la situation économique précaire de l'Espagne à l'époque, ce sont en fait des banquiers néerlandais qui finançaient les marchands des Indes orientales de Séville. Dans le même temps, partout dans le monde, l'entrepreneuriat et les colonies hollandaises sapaient l'hégémonie espagnole et portugaise. Les Hollandais étaient religieusement tolérants et non évangéliques, se concentrant sur le commerce, par opposition à la défense de longue date du catholicisme par l'Espagne. Un proverbe néerlandais disait : « Le Christ est bon, le commerce est meilleur ! ».
L'Espagne avait cruellement besoin de temps et de paix pour rétablir ses finances et reconstruire son économie. En 1622, don Balthasar fut remplacé par Gaspar de Guzmán, comte-duc d'Olivares, un homme raisonnablement honnête et capable. Après certains revers initiaux, les Bohémiens furent défaits à la Montagne-Blanche en 1621, puis à Stadtlohn en 1623. La guerre avec les Pays-Bas reprit en 1621 avec Spinola prenant la forteresse de Bréda en 1625. L'intervention de Christian IV de Danemark dans la guerre menaçait la position espagnole, mais la victoire du général impérial Albert de Wallenstein sur les Danois au pont de Dessau et à nouveau à Lutter (tous deux en 1626), élimina cette menace.
Il y avait l'espoir à Madrid que les Pays-Bas pourraient finalement être réintégrés dans l'Empire, et après la défaite du Danemark, les protestants en Allemagne semblaient écrasés. La France était de nouveau impliquée dans ses propres instabilités (le siège de La Rochelle commença en 1627), et l'éminence de l'Espagne semblait claire. Le comte-duc Olivares affirmait : « Dieu est espagnol et se bat pour notre nation de nos jours ».
Olivares se rendit compte que l'Espagne devait se réformer, et pour la réformer, elle avait besoin de paix, avant tout avec les Provinces-Unies néerlandaises. Olivares visait cependant la « paix avec honneur », ce qui signifiait en pratique un règlement de paix qui aurait rétabli en Espagne quelque chose de sa position prédominante aux Pays-Bas. C'était inacceptable pour les Provinces-Unies, et la conséquence inévitable était l'espoir constant qu'une victoire de plus aboutirait enfin à une « paix avec honneur », perpétuant la guerre ruineuse qu'Olivares avait voulu éviter au départ. En 1625, Olivares proposa l'Union des armes, qui visait à augmenter les revenus des Indes et d'autres royaumes ibériques pour la défense impériale, qui rencontra une forte opposition. L'Union des armes fut le point de départ d'une révolte majeure en Catalogne en 1640. Cette agitation semblait également un moment propice pour que les Portugais se révoltent contre l’autorité des Habsbourg, le duc de Bragance étant proclamé Jean IV du Portugal.
Alors que Spinola et l'armée espagnole se concentraient sur les Pays-Bas, la guerre semblait aller en faveur de l'Espagne. Mais en 1627, l'économie castillane s'effondra. Les Habsbourg avaient dévalué leur monnaie pour payer la guerre et les prix avaient explosé, comme ils l'avaient fait les années précédentes en Autriche. Jusqu'en 1631, certaines parties de la Castille fonctionnaient sur une économie de troc en raison de la crise monétaire, et le gouvernement n'était pas en mesure de percevoir des impôts significatifs auprès de la paysannerie et devait dépendre des revenus de ses colonies. Les armées espagnoles, comme d'autres dans les territoires allemands, recoururent à « se payer » sur le terrain.
Olivares avait soutenu certaines réformes fiscales en Espagne en attendant la fin de la guerre, fut blâmé pour une autre guerre embarrassante et stérile en Italie. Les Hollandais, qui pendant la trêve de douze ans avaient fait de l'augmentation de leur marine une priorité (qui montrerait sa puissance de maturation à la bataille de Gibraltar 1607), réussirent à porter un grand coup au commerce maritime espagnol avec la prise par le capitaine Piet Hein de la flotte de galions espagnole dont l'Espagne était devenue dépendante après l'effondrement économique.
Les ressources militaires espagnoles étaient étendues à travers l'Europe et également en mer alors qu'elles cherchaient à protéger le commerce maritime contre les flottes hollandaises et françaises considérablement améliorées, tout en étant occupées par la menace pirate ottomane et barbare associée en Méditerranée. Entre-temps, l'objectif d'étouffer le transport maritime néerlandais fut atteint par les Dunkerquois avec un succès considérable. En 1625, une flotte hispano-portugaise, dirigée par l'amiral Fadrique de Toledo, regagna la ville brésilienne stratégiquement vitale de Salvador da Bahia des Néerlandais. Ailleurs, les forts portugais isolés et sous-effectif en Afrique et en Asie se révélèrent vulnérables aux raids et aux prises de contrôle hollandais et anglais ou simplement contournés en tant que ports de commerce importants.
En 1630, Gustave Adolphe de Suède, l'un des commandants les plus connus de l'histoire, débarqua en Allemagne et délivra le port de Stralsund, le dernier bastion continental des forces allemandes belligérantes envers l'empereur. Gustave marcha ensuite vers le sud et remporta des victoires notables à Breitenfeld et Lützen, attirant plus de soutien protestant à chaque pas qu'il faisait. Désormais, l'Espagne était profondément impliquée dans la sauvegarde de leurs alliés autrichiens des Suédois qui continuaient à remporter un franc succès malgré la mort de Gustave à Lützen en 1632. Début septembre 1634, une armée espagnole qui avait marché d'Italie liée avec les impériaux à la ville de Nördlingen, portant leur total à 33 000 hommes. Ayant gravement sous-estimé le nombre de soldats espagnols expérimentés dans les renforts, les commandants des armées protestantes de la Ligue de Heilbronn décidèrent de proposer la bataille. L'infanterie espagnole chevronnée - qui n'avait été présente à aucune des batailles qui s'étaient soldées par des victoires suédoises - fut principalement responsable de la déroute complète de l'armée ennemie, qui perdit 21 000 blessés sur 25 000 hommes (contre seulement 3 500 pour les catholiques).
Alarmé par le succès espagnol à Nördlingen et l'effondrement probable de l'effort militaire suédois, le cardinal Richelieu, ministre en chef de Louis XIII, réalisa qu'il serait nécessaire de transformer la guerre froide existante en une guerre chaude si l'Espagne, en collaboration avec l'Autriche des Habsbourg devait être empêché de dominer l'Europe. Les Français remportèrent la bataille des Avins en Belgique le 20 mai 1635, un succès précoce, mais les Espagnols vainquirent une invasion franco-hollandaise conjointe des Pays-Bas espagnols avant que les armées espagnoles et impériales ne traversent la Picardie, la Bourgogne et la Champagne. Cependant, l'offensive espagnole cala avant que Paris ne puisse être ciblée, et les Français lancèrent des contre-attaques qui repoussèrent les Espagnols en Flandre.
Lors de la bataille des Dunes en 1639, une flotte espagnole transportant des troupes fut détruite au large des côtes anglaises, et les Espagnols se trouvèrent incapables de fournir et de renforcer leurs forces de manière adéquate aux Pays-Bas. L'Armée des Flandres, qui représentait les meilleurs soldats et dirigeants espagnols, fut confrontée à un assaut français dirigé par Louis II  de Bourbon, prince de Condé dans le nord de la France à Rocroi en 1643. Les Espagnols, dirigés par Francisco de Melo, furent battus par les Français. Après une bataille acharnée, les Espagnols furent forcés de se rendre à des conditions honorables. En conséquence, alors que la défaite n'était pas une déroute, le statut élevé de l'armée des Flandres prit fin à Rocroi. La défaite de Rocroi entraîna également le renvoi d'Olivares assiégé, qui fut confiné dans ses domaines par ordre du roi et mourut deux ans plus tard. La paix de Westphalie mis fin à la guerre espagnole de Quatre-Vingts Ans en 1648, l'Espagne reconnaissant l'indépendance des sept Provinces-Unies des Pays-Bas.
En 1640, l'Espagne avait déjà connu la perte du Portugal, à la suite de sa révolte contre la domination espagnole, qui mettait fin à l'Union ibérique et à la création de la maison de Bragance sous le roi Jean IV du Portugal. Il avait reçu un large soutien du peuple portugais, et l'Espagne ne put pas répondre, car elle était en guerre avec la France et la Catalogne s’était révoltée cette année-là. L'Espagne et le Portugal coexistaient dans un état de paix de facto de 1644 à 1656. À la mort de Jean en 1656, les Espagnols tentèrent d'arracher le Portugal à son fils Alphonse VI du Portugal, mais furent battus à Ameixial (1663) et à Montes Claros (1665), conduisant à la reconnaissance par l'Espagne de l'indépendance du Portugal en 1668, pendant la régence du jeune héritier de Philippe IV, Charles II, qui avait sept ans à l'époque.
La guerre avec la France se poursuivit pendant onze ans de plus. Bien que la France ait souffert d'une guerre civile de 1648 à 1652 (voir la Fronde), l'Espagne avait été épuisée par la guerre de Trente Ans et les révoltes en cours. Avec la fin de la guerre contre les Provinces-Unies en 1648, les Espagnols chassèrent les Français de Naples et de la Catalogne en 1652, reprirent Dunkerque et occupèrent plusieurs forts du nord de la France qu'ils détenaient jusqu'à la paix. La guerre prit fin peu de temps après la bataille des Dunes (1658), où l'armée française sous le vicomte Turenne reprit Dunkerque. L'Espagne accepta la paix des Pyrénées en 1659 qui cédait à la France le territoire espagnol des Pays-Bas d'Artois et le nord du comté catalan de Roussillon. Quelque 200 000 à 300 000 Français furent tués ou blessés dans la lutte contre l'Espagne de 1635 à 1659.
La France était désormais la puissance dominante sur l'Europe continentale, et les Provinces-Unies dominaient dans l'Atlantique. La grande peste de Séville (1647-1652) tua jusqu'à 25 % de la population de Séville. La ville, et en fait l'économie de l'Andalousie, ne se remettraient jamais d'une telle dévastation. Au total, l'Espagne aurait perdu 500 000 personnes, sur une population légèrement inférieure à 10 000 000, soit près de 5 % de sa population totale. Les historiens estiment que le coût total de la vie humaine en raison de ces fléaux dans toute l'Espagne, tout au long du XVIIe siècle, est d'environ 1,25 million au minimum.
Aux Indes, les revendications espagnoles furent effectivement contestées dans les Caraïbes par les Anglais, les Français et les Néerlandais, qui tous établirent des colonies

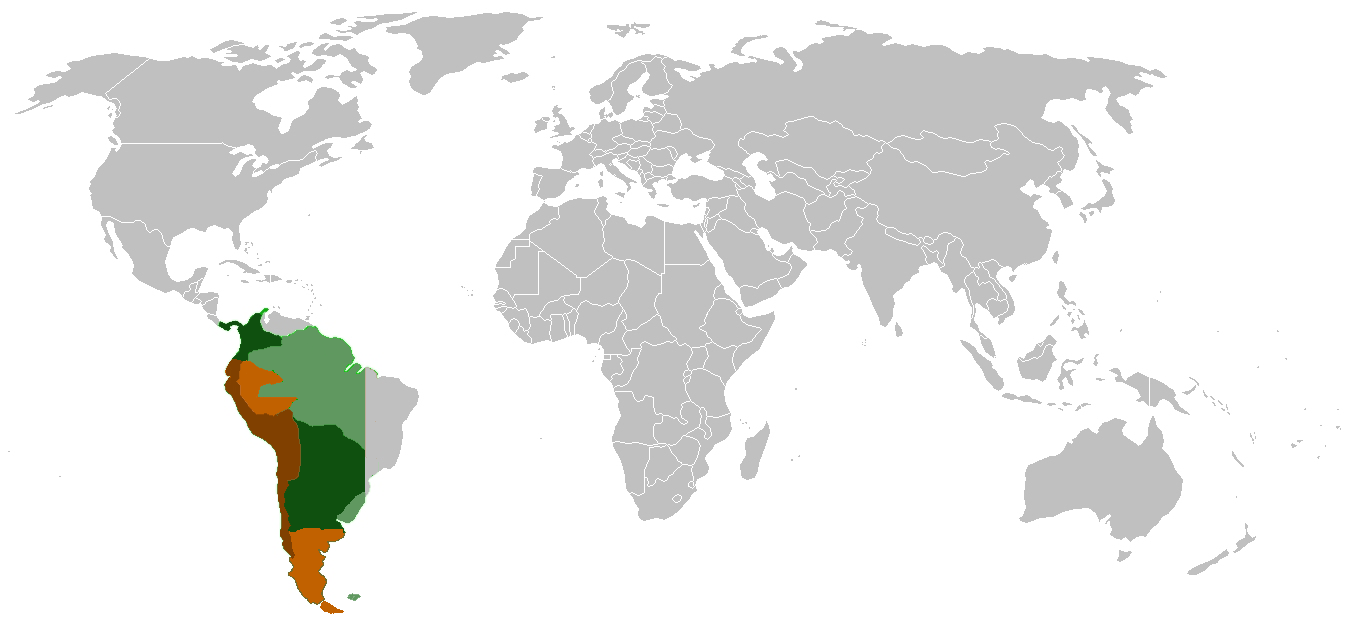
Cette carte montrant l'extension théorique de l'empire espagnol dans les années 1650 illustre le méridien défini lors du traité de Tordesillas ; à l'est se trouve la zone terrestre dévolue à l'empire colonial portugais (carte).
En marron, la vice-royauté du Pérou.

permanentes, après des raids et des échanges commerciaux à la fin du XVIe siècle. Bien que la perte des îles ait à peine diminué ses territoires américains, les îles étaient stratégiquement situées et détenaient des avantages politiques, militaires et économiques à long terme. Les principaux bastions espagnols des Caraïbes, Cuba et Porto Rico, restèrent entre les mains de la couronne, mais les îles du Vent et les îles Sous-le-Vent que l'Espagne revendiquées mais n'occupaient pas étaient vulnérables. Les Anglais s'établirent à Saint-Christophe (1623–25), à la Barbade (1627), Niévès (1628), Antigua (1632) et Montserrat (1632) et ils s'emparèrent de la Jamaïque en 1655. Les Français s'installèrent aux Antilles en Martinique et en Guadeloupe en 1635. Les Néerlandais acquirent des bases commerciales à Curaçao, Saint-Eustache et Saint-Martin.

### CharlesIIet la fin de l'ère des Habsbourg d’Espagne
L'Espagne dont le jeune malade Charles II (1661-1700) hérita était clairement en déclin et il y eut immédiatement plus de pertes. Charles devint monarque en 1665 âgé de quatre ans, donc une régence de sa mère et une junte gouvernementale de cinq membres régnaient en son nom, dirigée par son demi-frère naturel Jean d'Autriche. Sous la régence, Louis XIV de France poursuivit la guerre de Dévolution contre les Pays-Bas espagnols en 1667-1668, perdant un prestige et un territoire considérables, y compris les villes de Lille et de Charleroi. Lors de la guerre franco-hollandaise de 1672-1678, l'Espagne perdit encore plus de territoire lorsqu’elle vient en aide de ses anciens ennemis néerlandais, notamment la Franche-Comté.
Dans la guerre de Neuf Ans (1688-1697), Louis XIV envahit à nouveau les Pays-Bas espagnols. Les forces françaises dirigées par le duc de Luxembourg vainquirent les Espagnols à Fleurus (1690) et ont vainquirent les forces hollandaises sous Guillaume III d'Orange-Nassau, qui combattait du côté de l'Espagne. La guerre prit fin avec la plupart des Pays-Bas espagnols sous occupation française, y compris les villes importantes de Gand et de Luxembourg. La guerre révéla à l'Europe la vulnérabilité des défenses et de la bureaucratie espagnoles. De plus, le gouvernement espagnol inefficace des Habsbourg ne prit aucune mesure pour les améliorer.
L'Espagne subit une décadence et une stagnation extrêmes au cours des dernières décennies du XVIIe siècle. Alors que le reste de l'Europe occidentale connaissait d’importants changements de gouvernement et de société - la Glorieuse Révolution en Angleterre et le règne du Roi Soleil en France - l'Espagne restait à la dérive. La bureaucratie espagnole qui s'était construite autour des charismatiques, industrieux et intelligents Charles Ier et Philippe II exigeait un monarque fort et travailleur mais la faiblesse et le manque d'intérêt de Philippe III et Philippe IV avaient contribué au déclin de l'Espagne. Charles II était un souverain sans enfants et faible, connu sous le nom de « l’Ensorcelé ». Dans ses dernières volontés et testament, il laissait son trône à un prince français, le Bourbon Philippe d'Anjou, plutôt qu'à un autre Habsbourg. Cela aboutit à la guerre de Succession d'Espagne, les Habsbourg autrichien et les Britanniques contestant le choix de Charles II d'un prince Bourbon pour lui succéder comme roi.

## Amérique espagnole
À la fin de son règne impérial, l'Espagne appela ses possessions d'outre-mer dans les Amériques et aux Philippines « les Indes », un vestige durable de la notion de Colomb qu'il avait atteint l'Asie en naviguant vers l'ouest. Lorsque ces territoires atteignirent un niveau élevé d'importance, la couronne établit le Conseil des Indes en 1524, à la suite de la conquête de l'Empire aztèque, en affirmant le contrôle royal permanent de ses possessions. Les régions avec des populations indigènes denses et des sources de richesse minérale attirant les colons espagnols devinrent des centres coloniaux, tandis que celles sans ces ressources étaient périphériques à l'intérêt de la couronne. Une fois que les régions furent intégrées à l'empire et que leur importance fut évaluée, les possessions d'outre-mer rentrèrent sous le contrôle de la couronne plus ou moins fort. La couronne apprit sa leçon avec le règne de Christophe Colomb et de ses héritiers dans les Caraïbes, et ils n'accordèrent jamais par la suite de grands pouvoirs aux explorateurs et aux conquérants. La conquête de Grenade par les Rois catholiques en 1492 et leur expulsion des Juifs « étaient des expressions militantes de l'État religieux au moment du début de la colonisation américaine ». Le pouvoir de la couronne dans le domaine religieux était absolu dans ses possessions d'outre-mer grâce à l'octroi par la papauté du Patronato real, et « le catholicisme était indissolublement lié à l'autorité royale ». Les relations entre l'Église et l'État furent établies à l'ère de la conquête et restèrent stables jusqu'à la fin de l'ère des Habsbourg en 1700, lorsque les monarques Bourbon mirent en œuvre des réformes majeures et changèrent la relation entre la couronne et l'autel.

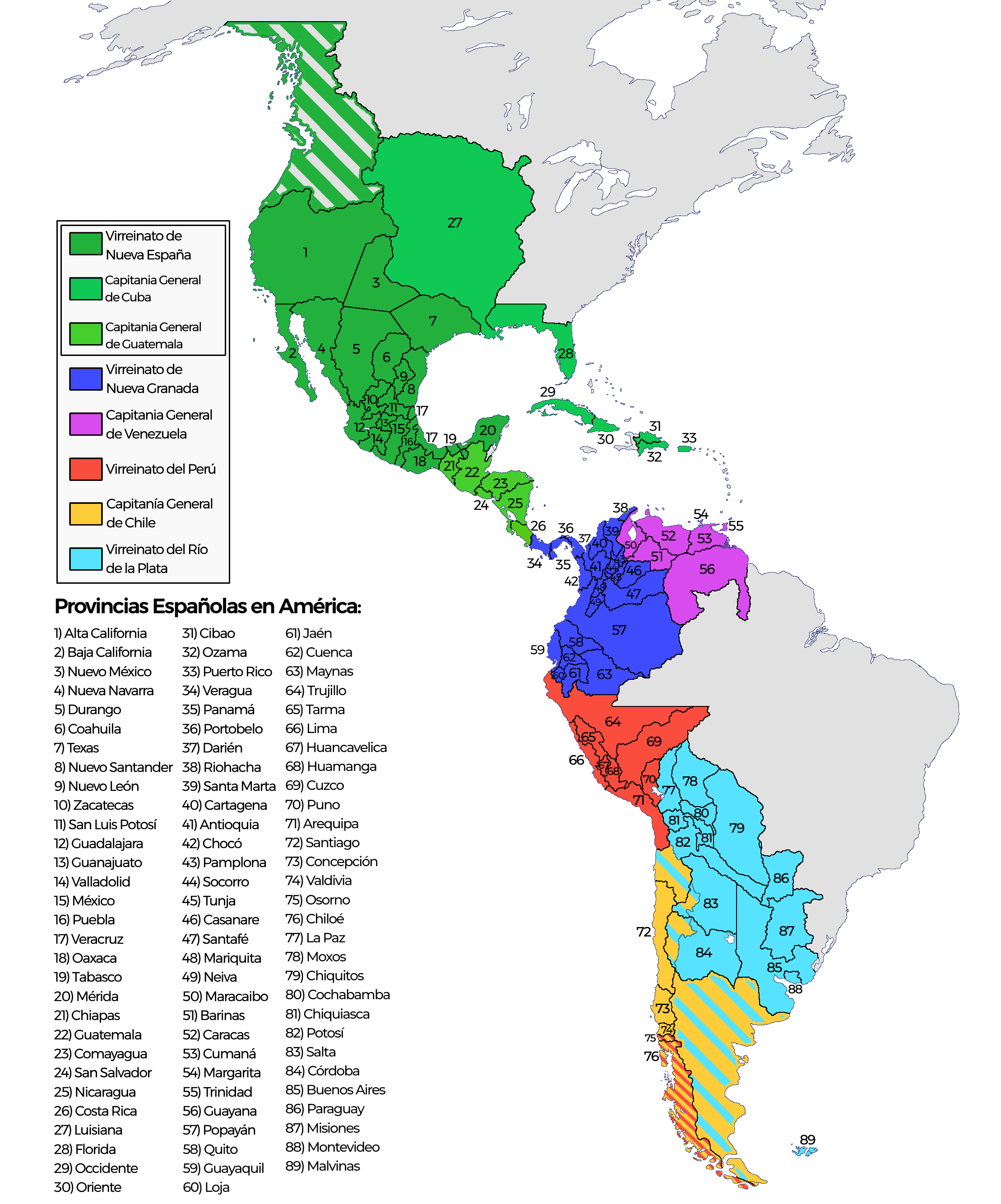
Provinces américaines de l'Espagne en 1800.

L'administration par la Couronne de son empire d'outre-mer fut mise en œuvre par des fonctionnaires royaux dans les sphères civile et religieuse, souvent avec des juridictions qui se chevauchaient. La couronne pourrait administrer l'empire aux Indes en utilisant des élites indigènes comme intermédiaires avec les grandes populations indigènes. Les coûts administratifs de l'empire restèrent bas, un petit nombre de fonctionnaires espagnols payaient généralement par de bas salaires. La politique de la Couronne visant à maintenir un système commercial fermé limité à un port en Espagne et seulement quelques-uns aux Indes n'était en pratique pas fermée, les maisons de commerce européennes fournissant aux marchands espagnols du port espagnol de Séville des textiles de haute qualité et d'autres produits manufacturés que l'Espagne elle-même ne pouvait pas fournir. Une grande partie de l'argent des Indes fut détournée dans ces maisons de marchands européens. Les fonctionnaires de la Couronne aux Indes permirent la création de tout un système commercial dans lequel ils pouvaient contraindre les populations autochtones à participer tout en récoltant eux-mêmes des bénéfices en coopération avec les marchands.

### Explorateurs, conquérants et expansion de l'empire

Pacifique espagnol

Après Colomb, la colonisation espagnole des Amériques fut menée par une série de soldats de fortune et d'explorateurs appelés conquistadors. Les forces espagnoles, en plus d'importants avantages en matière d'armement et d'équitation, exploitèrent les rivalités entre les peuples autochtones, les tribus et les nations concurrentes, dont certaines étaient disposées à former des alliances avec les Espagnols afin de vaincre leurs ennemis les plus puissants, tels que les Aztèques ou Incas — une tactique qui sera largement utilisée par les puissances coloniales européennes ultérieures. La conquête espagnole fut également facilitée par la propagation de maladies (par exemple la variole), courantes en Europe mais jamais présentes dans le Nouveau Monde, qui réduisirent les populations indigènes des Amériques. Cela provoqua parfois une pénurie de main-d'œuvre pour les plantations et les travaux publics et les colons initièrent donc de manière informelle et progressive, dans un premier temps, la traite négrière atlantique. (voir Histoire démographique des Amérindiens)
L'un des conquistadors les plus accomplis fut Hernán Cortés, qui, à la tête d'une force espagnole relativement petite mais avec des traducteurs locaux et le soutien crucial de milliers d'alliés autochtones, réussit la conquête espagnole de l'Empire aztèque lors des campagnes de 1519-1521. Ce territoire devint plus tard la vice-royauté de la Nouvelle-Espagne, aujourd'hui le Mexique. La conquête espagnole de l'Empire inca par Francisco Pizarro, qui deviendra la vice-royauté du Pérou, est tout aussi importante.
Après la conquête du Mexique, les rumeurs des cités d’or (Quivira et Cíbola en Amérique du Nord et El Dorado en Amérique du Sud) motivèrent plusieurs autres expéditions. Beaucoup de ceux-ci rentrèrent sans avoir trouvé leur objectif, ou le trouvant beaucoup moins précieux que ce que l'on espérait. En effet, les colonies du Nouveau Monde ne commencèrent à générer une partie substantielle des revenus de la Couronne qu'avec la création de mines comme celle de Potosí (Bolivie) et de Zacatecas (Mexique), toutes deux commencées en 1546. À la fin du XVIe siècle, l'argent des Amériques représentaient un cinquième du budget total de l'Espagne.
Finalement, le stock mondial de métaux précieux fut doublé, voire triplé, par l'argent des Amériques. Les documents officiels indiquent qu'au moins 75 % de l'argent fut transporté de l'Atlantique à l'Espagne et pas plus de 25 % à travers le Pacifique en Chine. Certains chercheurs modernes affirment qu'en raison de la contrebande rampante, environ 50 % allèrent en Chine. Au XVIe siècle, « peut-être 240 000 Européens » entrèrent dans les ports américains.
D'autres colonies espagnoles furent progressivement établies dans le Nouveau Monde : la Nouvelle Grenade dans les années 1530 (plus tard la vice-royauté de Nouvelle-Grenade en 1717 et aujourd'hui la Colombie), Lima en 1535 comme capitale de la vice-royauté du Pérou, Buenos Aires en 1536 (plus tard dans la vice-royauté du Río de la Plata en 1776), et Santiago en 1541.
La Floride fut colonisée en 1565 par Pedro Menéndez de Avilés lorsqu'il fonda Saint Augustine, puis vainquit rapidement une tentative menée par le capitaine français Jean Ribault et 150 de ses compatriotes pour établir une présence française sur le territoire espagnol de la Floride. Saint Augustine devint rapidement une base défensive stratégique pour les navires espagnols remplis d'or et d'argent envoyés en Espagne par ses États du Nouveau Monde.
Le marin portugais naviguant pour la Castille, Fernand de Magellan, mourut alors qu'il se trouvait aux Philippines commandant une expédition castillane en 1522, fut le premier à faire le tour du monde. Le commandant basque Juan Sebastián Elcano mena l'expédition vers le succès. L'Espagne chercha à faire valoir leurs droits dans les îles Moluques, ce qui conduisit à un conflit avec les Portugais, mais le problème fut résolu avec le traité de Saragosse (1525), établissant l'emplacement de l'antiméridien de Tordesillas, qui diviserait le monde en deux égaux hémisphères. Dès lors, les expéditions maritimes conduisirent à la découverte de plusieurs archipels du Pacifique Sud comme les îles Pitcairn, les Marquises, Tuvalu, Vanuatu, les îles Salomon ou la Nouvelle-Guinée, dont l'Espagne revendiquait.
Le plus important dans l'exploration du Pacifique fut la revendication sur les Philippines, qui étaient peuplées et stratégiquement situées pour la colonie espagnole de Manille et l'entrepôt pour le commerce avec la Chine. Le 27 avril 1565, la première colonie espagnole permanente aux Philippines fut fondée par Miguel López de Legazpi et le service des galions de Manille fut inauguré. Les galions de Manille expédiaient des marchandises de toute l'Asie à travers le Pacifique à Acapulco sur la côte du Mexique. De là, les marchandises étaient transbordées à travers le Mexique vers les flottes de trésors espagnoles, pour être expédiées en Espagne. Le port de commerce espagnol de Manille facilita ce commerce en 1572. Bien que l'Espagne ait revendiqué des îles dans le Pacifique, elle ne rencontra ni ne revendiqua les îles hawaïennes. Le contrôle de Guam, des îles Mariannes, des îles Caroline et des Palaos intervint plus tard, à partir de la fin du XVIIe siècle, et resta sous contrôle espagnol jusqu'en 1898.
Au XVIIIe siècle, l'Espagne était préoccupée par l'expansion russe et britannique dans le nord-ouest du Pacifique de l'Amérique du Nord et envoya des expéditions pour explorer et renforcer davantage les revendications espagnoles sur la région.

### Ordre de la société coloniale - structure sociale et statut juridique
Les codes réglementaient le statut des individus et des groupes dans l'empire dans les sphères civiles et religieuses, les Espagnols (d'origine péninsulaire et américaine) monopolisant les positions de privilège économique et de pouvoir politique. La loi royale et le catholicisme codifiaient et maintenaient des hiérarchies de classe et de race, alors que tous étaient sujets de la couronne et mandatés à être catholiques. La couronne prit des mesures actives pour établir et maintenir le catholicisme en évangélisant les populations indigènes païennes, ainsi que les esclaves africains qui n'étaient pas auparavant chrétiens, et en les incorporant à la chrétienté. Le catholicisme resta la religion dominante en Amérique hispanique. La Couronne imposa également des restrictions à l'émigration vers les Amériques, à l'exclusion des juifs et des crypto-juifs, des protestants et des étrangers, en utilisant la Casa de Contratación pour examiner les émigrés potentiels et délivrer des licences de voyage.
Le portrait à droite était probablement utilisé comme souvenir. Pour ceux qui voyageaient dans le Nouveau Monde et en revenaient, il était courant de rapporter des souvenirs car il y avait un grand intérêt pour ce que signifiait le Nouveau Monde. Le terrain serait sensiblement différent, mais l'accent était mis sur les races mixtes émergentes. Non seulement il y avait des blancs qui se mélangeaient avec des noirs, mais il y avait aussi des indigènes qui se mélangeaient à la fois avec des blancs et des noirs. D'un point de vue espagnol, les peintures de caste auraient très probablement fourni une sorte de sens à la folie des races mixtes. Il y avait aussi des implications politiques de ce portrait. L'enfant métis semble être alphabétisé avec un sourire satisfait face à son père faisant allusion à la chance que l'enfant a en raison de son père étant européen.
Une question centrale dès le premier contact avec les populations autochtones était leur relation avec la couronne et le christianisme. Une fois ces problèmes résolus théologiquement, en pratique, la Couronne chercha à protéger ses nouveaux vassaux. Elle le fit en divisant les peuples des Amériques en la República de Indios, les populations indigènes et la República de Españoles. La República de Españoles était l'ensemble du secteur hispanique, composé d'Espagnols, mais aussi d'Africains (esclaves et libres), ainsi que de castas métissées.
Au sein de la República de Indios, les hommes étaient explicitement exclus de l'ordination au sacerdoce catholique et de l'obligation de service militaire ainsi que de la juridiction de l'Inquisition. Les Indiens sous domination coloniale qui vivaient dans les pueblos de indios bénéficiaient de la protection de la couronne en raison de leur statut de mineur légal. En raison du manque d'exposition préalable à la foi catholique, la reine Isabelle avait déclaré tous les peuples autochtones ses sujets. Cela différait des peuples du continent africain parce que ces populations avaient théoriquement été exposées au catholicisme et avaient choisi de ne pas le suivre. Cette différenciation religieuse fut importante car elle conférait aux communautés autochtones une protection juridique contre les membres de la Républica de Españoles. En fait, un aspect souvent négligé du système juridique colonial était que les membres des pueblos de indios pouvaient faire appel à la couronne et contourner le système juridique de la Républica de Españoles. Les statuts des populations indigènes en tant que mineurs légaux les empêchaient de devenir prêtres, mais la républica de indios fonctionnait avec une assez grande autonomie. Les missionnaires agissaient également en tant que gardiens contre l'exploitation encomendero. Les communautés indiennes bénéficiaient de la protection des terres traditionnelles par la création de terres communautaires qui ne pouvaient pas être aliénées, le fondo legal. Ils géraient leurs propres affaires en interne par l'intermédiaire du gouvernement de la ville indienne sous la supervision de fonctionnaires royaux, les corregidores et les alcaldes mayores. Bien que les hommes autochtones n'aient pas le droit de devenir prêtres, les communautés autochtones créèrent des confréries religieuses sous la supervision des prêtres, qui fonctionnaient comme des sociétés funéraires pour leurs membres individuels, mais organisaient également des célébrations communautaires pour leur saint patron. Les Noirs avaient également des confréries distinctes, ce qui contribuait également à la formation et à la cohésion de la communauté, renforçant l'identité au sein d'une institution chrétienne.
La conquête et l'évangélisation étaient inséparables en Amérique espagnole. Les premiers ordres à effectuer le voyage vers les Amériques furent les Franciscains, dirigés par Pedro de Gante. Les franciscains croyaient que vivre une vie spirituelle de pauvreté et de sainteté était le meilleur moyen d'être un exemple qui inspirerait les autres à se convertir. Les frères entraient pieds nus dans les villes pour montrer leur reddition à Dieu dans une sorte de théâtre de conversion. Avec cela commença la pratique de l'évangélisation des peuples du Nouveau Monde, soutenue par le gouvernement espagnol. Les ordres religieux en Amérique espagnole avaient leurs propres structures internes et étaient autonomes sur le plan organisationnel, mais étaient néanmoins très importants pour la structure de la société coloniale. Ils avaient leurs propres ressources et hiérarchies. Bien que certains ordres aient prononcé des vœux de pauvreté, au moment où la deuxième vague de frères arriva en Amérique et à mesure que leur nombre augmentait, les ordres commencèrent à accumuler des richesses et devinrent ainsi des acteurs économiques clés. L'Église, en tant que puissance riche, possédait d'immenses propriétés et construisit de grandes constructions telles que des monastères et des cathédrales dorés. Les prêtres eux-mêmes devinrent également de riches propriétaires terriens. Des ordres comme les franciscains créèrent également des écoles pour les élites autochtones ainsi que des travailleurs indigènes embauchés, modifiant ainsi la dynamique des communautés autochtones et leurs relations avec les Espagnols.
Après la chute des Empires aztèque et inca, les dirigeants des empires furent remplacés par la monarchie espagnole, tout en conservant une grande partie des structures indigènes hiérarchiques. La couronne reconnut le statut noble des élites indiennes, leur accordant une exemption de la taxe d'entrée et le droit d'utiliser les titres nobles don et doña. Les nobles indigènes étaient un groupe clé pour l'administration de l'Empire espagnol, car ils servaient d'intermédiaires entre les fonctionnaires de la Couronne et les communautés autochtones. Les nobles indigènes pouvaient servir sur des cabildos, monter à cheval et porter des armes à feu. La reconnaissance par la couronne des élites indigènes comme nobles signifiait que ces hommes étaient incorporés dans le système colonial avec des privilèges les séparant des roturiers indiens. Les nobles indiens étaient donc cruciaux pour la gouvernance de l'immense population indigène. Grâce à leur fidélité continue à la couronne, ils maintinrent leurs positions de pouvoir au sein de leurs communautés mais servirent également d'agents de la gouvernance coloniale. L'utilisation des élites locales par l'Empire espagnol pour gouverner de grandes populations ethniquement distinctes des dirigeants fut longtemps pratiquée par les empires antérieurs. Les caciques indiens furent cruciaux au début de la période espagnole, en particulier lorsque l'économie était encore basée sur l'extraction d'hommages et de travail des Indiens ordinaires qui avaient rendu des biens et des services à leurs suzerains au cours de la période préhispanique. Les caciques mobilisèrent leurs populations pour des encomenderos et, plus tard, des destinataires repartimiento choisis par la couronne. Les nobles devinrent les officiers du cabildo dans les communautés autochtones, réglant les affaires intérieures et défendant les droits des communautés devant les tribunaux. Au Mexique, cela fut facilité par la création, en 1599, de la Cour générale des Indiens (Juzgado General de Indios), qui entendait des différends juridiques dans lesquels des communautés et des individus autochtones étaient impliqués. Avec les mécanismes juridiques de règlement des différends, il y eut relativement peu de flambées de violence et de rébellion contre l’autorité de la Couronne. Les rébellions du XVIIIe siècle dans les régions longtemps pacifiques du Mexique, la rébellion de Tzeltal de 1712 et le plus spectaculaire au Pérou avec la révolte de Tupac Amaru (1780-1781) virent des nobles indigènes mener des soulèvements contre l'État espagnol.
Dans la República de Españoles, les hiérarchies de classes et de races furent codifiées dans les structures institutionnelles. Les Espagnols émigrant vers les Indes devaient être de vieux chrétiens de pur héritage chrétien, la couronne excluant les nouveaux chrétiens, convertis du judaïsme et de leurs descendants, en raison de leur statut religieux suspect. La couronne établit l'Inquisition au Mexique et au Pérou en 1571, puis à Carthagène des Indes (Colombie), pour protéger les catholiques de l'influence des crypto-juifs, des protestants et des étrangers. Les pratiques de l'Église établirent et maintinrent des hiérarchies raciales en enregistrant baptême, mariage et enterrement furent tenus des registres séparés pour les différents groupes raciaux. Les églises étaient également physiquement divisées par race.
Le mélange racial (mestizaje) était un fait de la société coloniale, avec les trois groupes raciaux, les Blancs européens (españoles), les Africains (negros) et les Indiens (indios) produisant une progéniture métisse, ou castas. Il y avait une pyramide de statut racial avec le sommet étant le petit nombre de blancs européens (españoles), un nombre légèrement plus grand de castas métissées, qui, comme les blancs étaient principalement dans les habitations urbaines, et les plus grandes populations étaient des Indiens vivant en communauté à la campagne. Bien que les Indiens fassent partie de la Repúbica de Indios, leur progéniture d'unions avec les Españoles et les Africains était des castas. Les mélanges blancs-indiens étaient plus socialement acceptables dans la sphère hispanique, avec la possibilité sur plusieurs générations de descendants métissés d'être classés comme Español. Une descendance d'ascendance africaine ne pourrait jamais enlever la « tache » de leur héritage racial, car les Africains étaient considérés comme des « esclaves naturels ». Les peintures du XVIIIe siècle représentaient les idées des élites sur le sistema de castas dans un ordre hiérarchique, mais il y avait une certaine fluidité dans le système plutôt qu'une rigidité absolue.
Le système de justice pénale dans les villes espagnoles rendait justice selon la gravité du crime et la classe, la race, l'âge, la santé et le sexe de l'accusé. Les non-blancs (noirs et castas métissés) étaient beaucoup plus souvent et plus sévèrement punis, tandis que les Indiens, considérés comme des mineurs légaux, ne devaient pas se comporter mieux et étaient punis avec plus de clémence. La législation royale et municipale tentait de contrôler le comportement des esclaves noirs, qui étaient soumis à un couvre-feu, ne pouvaient pas porter d'armes et étaient interdits de fuir leurs maîtres. À mesure que la population urbaine, blanche et de classe inférieure (plébéienne) augmentait, elle aussi faisait de plus en plus l'objet d'arrestations et de sanctions pénales. La peine capitale était rarement employée, à l'exception de la sodomie et des prisonniers récalcitrants de l'Inquisition, dont l'écart avec l'orthodoxie chrétienne était considéré comme extrême. Cependant, seule la sphère civile pouvait appliquer la peine capitale et les prisonniers étaient « relaxés », c'est-à-dire remis aux autorités civiles. Souvent, les criminels purgeaient des peines de travaux forcés dans des ateliers textiles (obrajes), des services de présidio à la frontière et en tant que marins sur des navires royaux. Les grâces royales accordées aux criminels ordinaires étaient souvent accordées lors de la célébration d'un mariage royal, d'un couronnement ou d'une naissance.
Les hommes espagnols d'élite avaient accès à des protections d'entreprise spéciales (fueros) et bénéficiaient d'exemptions en raison de leur appartenance à un groupe particulier. Un privilège important était leur jugement par le tribunal de leur société. Les membres du clergé qui tenaient le fuero eclesiástico étaient jugés par des tribunaux ecclésiastiques, que l'infraction soit civile ou pénale. Au XVIIIe siècle, la couronne établit une armée permanente et, avec elle, des privilèges spéciaux (fuero militar). Le privilège accordé aux militaires fut le premier fuero étendu aux non-blancs qui servait la couronne. Les Indiens jouissaient d’une forme de privilège d’entreprise par leur appartenance à des communautés autochtones. Dans le centre du Mexique, la Couronne créa un tribunal indien spécial (Juzgado General de Indios) et les frais de justice, y compris l'accès aux avocats, étaient financés par une taxe spéciale. La couronne étendit l'institution péninsulaire de la guilde marchande (consulado) d'abord établie en Espagne, y compris Séville (1543), puis l’établit à Mexico et au Pérou. L'adhésion au Consulado était dominée par des Espagnols nés dans la péninsule, généralement membres de maisons commerciales transatlantiques. Les tribunaux des consulats entendaient des différends concernant les contrats, la faillite, le transport maritime, les assurances, etc. Le commerce transatlantique resta entre les mains de familles marchandes basées en Espagne et aux Indes. Les hommes des Indes étaient souvent des parents plus jeunes des marchands espagnols, qui épousaient souvent de riches femmes d'origine américaine. Les hommes espagnols nés en Amérique (criollos) en général ne faisaient pas de commerce mais possédaient des propriétés foncières, entraient dans la prêtrise ou devenaient professionnels. Au sein des familles d'élite, les Espagnols et les criollos nés dans la péninsule étaient souvent des parents.
La régulation du système social perpétua le statut privilégié des riches hommes blancs d'élite contre les vastes populations autochtones et le nombre plus restreint mais toujours significatif de castas métissées. À l'époque des Bourbons, pour la première fois, une distinction fut établie entre les Espagnols d'origine ibérique et d'origine américaine. À l'époque des Habsbourg, en droit et en langage courant, ils étaient regroupés sans distinction. De plus en plus d'Espagnols nés en Amérique développèrent une orientation résolument locale, les Espagnols nés dans la péninsule (Peninsulares) étant de plus en plus considérés comme des étrangers et éprouvant du ressentiment, mais ce fut un développement à la fin de la période coloniale. Le ressentiment contre les Peninsulares était dû à un changement délibéré dans la politique de la couronne, qui les favorisait systématiquement par rapport aux criollos d'origine américaine pour des postes élevés dans les hiérarchies civiles et religieuses. Cela ne laissait aux criollos que l'appartenance à un cabildo d'une ville. Lorsque la monarchie Bourbon laïciste poursuivit des politiques renforçant le pouvoir royal laïc sur le pouvoir religieux, elle attaqua le fuero eclesiástico, qui pour de nombreux membres du bas clergé était un privilège important. Les prêtres de paroisse qui avaient fonctionné en tant que fonctionnaires royaux aussi bien que les clercs dans les villes indiennes perdirent leur position privilégiée. Dans le même temps, la couronne créa une armée permanente et promut des milices pour la défense de l'empire, créant une nouvelle avenue de privilège pour les hommes créoles et pour les castas, mais en excluant les hommes autochtones de la conscription ou du service volontaire.

## Politique économique
L'Empire espagnol bénéficiait de dotations en facteurs favorables dans ses possessions d'outre-mer avec leurs grandes populations indigènes exploitables et leurs riches zones minières. Compte tenu de cela, la couronne tenta de créer et de maintenir un système commercial fermé classique, éloignant les concurrents et conservant la richesse au sein de l'empire. Alors que les Habsbourg étaient déterminés à maintenir un monopole d'État en théorie, en réalité, l'Empire était un royaume économique poreux et la contrebande était répandue. Aux XVIe et XVIIe siècles sous les Habsbourg, l'Espagne connut un déclin progressif des conditions économiques, notamment par rapport au développement industriel de ses rivaux français, néerlandais et anglais. Beaucoup de marchandises exportées vers l'Empire provenaient de fabricants du nord-ouest de l'Europe, plutôt que de l’Espagne. Mais les activités commerciales illicites devinrent une partie de la structure administrative de l'Empire. Soutenu par d'importants flux d'argent en provenance d'Amérique, le commerce interdit par les restrictions commerciales mercantilistes espagnoles prospéra, car il fournissait une source de revenus aux fonctionnaires de la Couronne et aux marchands privés. La structure administrative locale de Buenos Aires, par exemple, fut créée grâce à sa surveillance du commerce légal et illégal. Au XVIIIe siècle, la couronne tenta de faire marche arrière sous les monarques Bourbon. La poursuite par la Couronne de guerres pour maintenir et étendre le territoire, défendre la foi catholique et éradiquer le protestantisme, et battre en arrière la force turque ottomane dépassait sa capacité à payer tout cela, malgré l'énorme production d'argent au Pérou et au Mexique. La plupart de ces flux payaient des mercenaires dans les guerres de religion européennes aux XVIe et XVIIe siècles et entre les mains de marchands étrangers pour payer les biens de consommation fabriqués en Europe du Nord. Paradoxalement, la richesse des Indes appauvrit l'Espagne et enrichit l'Europe du Nord.
Cela fut bien reconnu en Espagne, avec des écrivains sur l'économie politique, les arbitristes envoyant la couronne de longues analyses sous forme de « mémoriaux, des problèmes perçus et avec des solutions proposées ». Selon ces penseurs, « les dépenses royales doivent être réglementées, la vente du poste arrêté, la croissance de l'église freinée. Le régime fiscal doit être révisé, des concessions spéciales doivent être accordées aux travailleurs agricoles, les rivières doivent être rendues navigables et les terres arides irriguées. De cette seule manière, la productivité de la Castille pourrait augmenter, son commerce rétabli et sa dépendance humiliante à l'égard des étrangers, des Hollandais et des Génois, cessé ».
Dès les premiers jours des Caraïbes et de l'ère de la conquête, la couronne tenta de contrôler le commerce entre l'Espagne et les Indes avec des politiques restrictives appliquées par la Chambre du commerce (est. 1503) à Séville. La navigation se faisait par des ports particuliers en Espagne (Séville, puis Cadix), en Amérique espagnole (Veracruz, Acapulco, La Havane, Carthagène des Indes et Callao / Lima) et aux Philippines (Manille). Les colons espagnols aux Indes au tout début étaient peu nombreux et l'Espagne pouvait leur fournir suffisamment de marchandises. Mais alors que les Empires aztèque et inca furent conquis au début du XVIe siècle, puis d'importants gisements d'argent trouvés au Mexique et au Pérou, les régions de ces grands empires, l'immigration espagnole augmenta et la demande de biens dépassa de loin la capacité de l'Espagne à l'approvisionner. L'Espagne n'ayant que peu de capitaux à investir dans le commerce en expansion et aucun groupe commercial important, les banquiers et les maisons commerciales de Gênes, d'Allemagne, des Pays-Bas, de France et d'Angleterre fournirent à la fois des capitaux d'investissement et des biens dans un système supposément fermé. Même au XVIe siècle, l'Espagne reconnut que le système fermé idéalisé ne fonctionnait pas dans la réalité. Malgré le fait que la couronne ne modifia pas sa structure restrictive ou son plaidoyer en faveur de la prudence budgétaire, malgré les appels des arbitristes, le commerce des Indes resta nominalement entre les mains de l'Espagne, mais enrichissait en fait les autres pays européens.
La couronne établit le système de flottes de trésors (en espagnol : flota) pour protéger le transport d'argent à Séville (plus tard Cadix). Les marchands de Séville transportaient des biens de consommation produits dans d'autres pays européens, enregistrés et taxés par la Chambre de commerce étaient envoyés aux Indes. D'autres intérêts commerciaux européens finirent par dominer l'offre, les maisons de commerce espagnoles et leurs guildes (en espagnol : consulados) en Espagne et aux Indes agissant comme de simples intermédiaires, récoltant des bénéfices une tranche des bénéfices. Cependant, ces bénéfices ne favorisèrent pas le développement économique espagnol d'un secteur manufacturier, son économie restant basée sur l'agriculture. La richesse des Indes conduisit à la prospérité en Europe du Nord, en particulier aux Pays-Bas et en Angleterre, tous deux protestants. Alors que le pouvoir de l'Espagne s'affaiblissait au XVIIe siècle, l'Angleterre, les Pays-Bas et les Français en profitaient en outre-mer en s'emparant d'îles des Caraïbes, qui devinrent les bases d'un commerce de contrebande en plein essor en Amérique espagnole. Les fonctionnaires de la Couronne qui étaient censés supprimer le commerce de contrebande étaient assez souvent de mèche avec les étrangers, car c'était une source d'enrichissement personnel. En Espagne, la Couronne elle-même participait à une collusion avec des maisons de commerce étrangères, puisqu'elles payaient des amendes, « destinées à établir une compensation à l'État pour les pertes dues à la fraude ». Il devint pour les maisons de commerce un risque calculé pour faire des affaires ; pour la couronne, elle gagnait un revenu qu'elle aurait perdu autrement. Les marchands étrangers faisaient partie du supposé système de monopole du commerce. Le transfert de la Chambre de commerce de Séville à Cadix permit un accès encore plus facile des maisons de commerce étrangères au commerce espagnol.
Le moteur de l'économie impériale espagnole qui eut un impact mondial fut l'extraction de l'argent. Les mines du Pérou et du Mexique étaient entre les mains de quelques entrepreneurs miniers d'élite, avec un accès au capital et un estomac pour le risque lié à l'exploitation minière. Ils fonctionnaient selon un système de licences royales, car la Couronne détenait les droits sur la richesse du sous-sol. Les entrepreneurs miniers assumaient tous les risques de l'entreprise, tandis que la couronne gagnait une tranche de 20 % des bénéfices, le cinquième royal (« Quinto »). Le secteur minier ajoutait aux revenus de la Couronne que cette dernière détenait un monopole sur l'approvisionnement en mercure, utilisé pour séparer l'argent pur du minerai d'argent dans le processus de patio. La couronne maintint le prix élevé, déprimant ainsi le volume de production d'argent. La protection de ses flux en provenance du Mexique et du Pérou lors de son transit vers les ports pour être expédiés en Espagne aboutit très tôt à un système de convois (la flota) naviguant deux fois par an. Son succès peut être jugé par le fait que la flotte d'argent ne fut capturée qu'une seule fois, en 1628 par le corsaire néerlandais Piet Hein. Cette perte avait entraîné la faillite de la couronne espagnole et une longue période de dépression économique en Espagne. Une pratique utilisée par les Espagnols pour rassembler les travailleurs des mines s'appelait repartimiento. Il s'agissait d'un système de travail forcé par rotation où les pueblos indigènes étaient obligés d'envoyer des ouvriers travailler dans les mines et plantations espagnoles pendant un certain nombre de jours de l'année. Le Repartimiento ne fut pas mis en œuvre pour remplacer le travail des esclaves, mais il existait à côté du travail salarié gratuit, de l'esclavage et du travail sous contrat. C'était cependant un moyen pour les Espagnols de se procurer une main-d'œuvre bon marché, stimulant ainsi l'économie tirée par les mines. Il est important de noter que les hommes qui travaillaient comme ouvriers de repartimiento n'étaient pas toujours résistants à la pratique. Certains étaient attirés par le travail comme moyen de compléter le salaire qu'ils gagnaient en cultivant des champs pour subvenir aux besoins de leur famille et, bien sûr, rendre hommage. Dans un premier temps, un Espagnol ne pouvait faire travailler des ouvriers repartimiento pour eux qu'avec la permission d'un fonctionnaire de la Couronne, comme un vice-roi, uniquement sur la base que ce travail était absolument nécessaire pour fournir au pays des ressources importantes. Cette condition devint plus laxiste au fil des ans et diverses entreprises avaient des ouvriers repartimiento où ils travailleraient dans des conditions dangereuses pendant de longues heures et de bas salaires.
Pendant l'ère Bourbon, les réformes économiques cherchèrent à inverser le modèle qui laissait l'Espagne appauvrie sans secteur manufacturier et le besoin de ses colonies de produits manufacturés fournis par d'autres nations. Elle tenta de se restructurer pour devenir un système commercial fermé, mais elle fut entravée par les termes du traité d'Utrecht de 1713. Le traité mettant fin à la guerre de Succession d'Espagne par une victoire du candidat français Bourbon au trône prévoyait que les Britanniques pouvaient légalement commercer par une licence (asiento) d'esclaves africains vers l'Amérique espagnole. Cette disposition compromettait la possibilité d'un système de monopole espagnol remanié. Les commerçants profitèrent également de l'occasion pour se livrer au commerce de contrebande de leurs produits manufacturés. La politique de la Couronne visait à rendre le commerce légal plus attrayant que la contrebande en instituant le libre-échange (comercio libre) en 1778, permettant aux ports hispano-américains de commercer entre eux et de commercer avec n'importe quel port d'Espagne. Il visait à réorganiser un système espagnol fermé et à déborder l'empire britannique de plus en plus puissant. La production d'argent reprit au XVIIIe siècle, la production dépassant de loin la production précédente. La couronne réduisant les taxes sur le mercure, ce qui signifiait qu'un plus grand volume d'argent pur pourrait être affiné. L'extraction d'argent absorba la plupart des capitaux disponibles au Mexique et au Pérou, et la couronne souligna la production de métaux précieux qui était envoyée en Espagne. Il y eut un certain développement économique aux Indes pour l'approvisionnement alimentaire, mais une économie diversifiée n'apparut pas. Les réformes économiques de l'ère Bourbon façonnèrent furent affectées par les développements géopolitiques en Europe. Les réformes bourboniennes naquirent de la guerre de Succession d'Espagne. À son tour, la tentative de la Couronne de resserrer son contrôle sur ses marchés coloniaux dans les Amériques conduisit à un nouveau conflit avec d'autres puissances européennes qui se disputaient l'accès à ces marchés. Après avoir déclenché une série d'escarmouches au cours des années 1700 à cause de ses politiques plus strictes, le système commercial réformé de l'Espagne conduisit à la guerre avec la Grande-Bretagne en 1796. Dans les Amériques, pendant ce temps, les politiques économiques adoptées sous les Bourbons eurent des impacts différents selon les régions. D'une part, la production d'argent en Nouvelle-Espagne augmenta fortement et entraîna une croissance économique. Mais une grande partie des bénéfices du secteur minier revitalisé alla aux élites minières et aux représentants de l'État, tandis que dans les zones rurales de la Nouvelle-Espagne, les conditions des travailleurs ruraux se détériorèrent, contribuant à des troubles sociaux qui auraient un impact sur les révoltes ultérieures.

## Les Bourbon d’Espagne: l'ère de la réforme (1700-1808)
Avec la mort en 1700 de Charles II  d'Espagne sans enfant, la couronne d'Espagne fut contestée dans la guerre de Succession d'Espagne. En vertu des traités d'Utrecht (11 avril 1713) mettant fin à la guerre, le prince français de la maison de Bourbon, Philippe d'Anjou, petit-fils de Louis XIV de France, devint le roi Philippe V. Il conserva l'empire espagnol d'outre-mer dans les Amériques et les Philippines. L’acte céda des compensations à ceux qui avaient soutenu un Habsbourg pour la monarchie espagnole, donnant le territoire européen des Pays-Bas espagnols, Naples, Milan et la Sardaigne à l'Autriche, la Sicile et des parties du Milanais au duché de Savoie, et Gibraltar et Minorque au royaume de Grande-Bretagne. Le traité accordait également aux Britanniques le droit exclusif de commerce d'esclaves en Amérique espagnole pendant trente ans, l'asiento, ainsi que des voyages autorisés vers des ports dans les possessions coloniales espagnoles, des ouvertures, pour le commerce licite et illicite.
La reprise économique et démographique de l'Espagne avait commencé lentement au cours des dernières décennies du règne des Habsbourg, comme en témoignent la croissance de ses convois commerciaux et la croissance beaucoup plus rapide du commerce illicite au cours de la période. (Cette croissance fut plus lente que la croissance du commerce illicite des rivaux du Nord sur les marchés de l'empire.) Cependant, cette reprise ne se traduisit pas par une amélioration institutionnelle, mais plutôt par des « solutions immédiates à des problèmes permanents ». Cet héritage de négligence se refléta dans les premières années du règne de Bourbon, au cours desquelles l'armée fut déployée à mauvais escient dans la guerre de la Quadruple Alliance (1718-1720). Après la guerre, la nouvelle monarchie bourbonienne adopta une approche beaucoup plus prudente des relations internationales, s'appuyant sur une alliance familiale avec les Bourbon de France, et continuant de suivre un programme de renouvellement institutionnel.
Le programme de la Couronne visant à promulguer des réformes qui promouvaient le contrôle administratif et l'efficacité dans la métropole au détriment des intérêts des colonies sapa la loyauté des élites créoles envers la Couronne. Lorsque les forces françaises de Napoléon Bonaparte envahirent la péninsule ibérique en 1808, Napoléon évinça la monarchie bourbonienne espagnole, plaçant son frère Joseph Bonaparte sur le trône espagnol. Il y eut une crise de légitimité de la domination de la couronne en Amérique espagnole, conduisant aux guerres d'indépendance hispano-américaines (1808-1826).

### Réformes bourboniennes
Les plus larges intentions des Bourbons espagnols étaient de réorganiser les institutions de l'empire pour mieux l'administrer au profit de l'Espagne et de la couronne. Ils cherchaient à augmenter les revenus et à affirmer un plus grand contrôle de la couronne, y compris sur l'Église catholique. La centralisation du pouvoir devait être au profit de la couronne et de la métropole et pour la défense de son empire contre les incursions étrangères. Du point de vue de l'Espagne, les structures de la domination coloniale sous les Habsbourg ne fonctionnaient plus au profit de l'Espagne, une grande partie de la richesse étant conservée en Amérique espagnole et allant à d'autres puissances européennes. La présence d'autres puissances européennes dans les Caraïbes, avec les Anglais à la Barbade (1627), Saint-Kitts (1623-5) et la Jamaïque (1655), les Néerlandais à Curaçao et les Français à Saint Domingue (Haïti) (1697), la Martinique et la Guadeloupe avaient brisé l'intégrité du système mercantile espagnol fermé et établi des colonies sucrière prospères.
Au début de son règne, le premier Bourbon espagnol, le roi Philippe V, réorganisa le gouvernement pour renforcer le pouvoir exécutif du monarque comme cela se faisait en France, à la place du système délibératif et polysynodial des Conseils.
Le gouvernement de Philippe créa un ministère de la Marine et des Indes (1714) et créa des sociétés commerciales, la Compagnie du Honduras (1714), une société de Caracas, la Compagnie Guipuscoane (1728) et la plus prospère, la Compagnie de la Havane (1740).
En 1717-1718, les structures de gouvernance des Indes, le Consejo de Indias et la Casa de Contratación, qui régissaient les investissements dans les flottes de trésors espagnoles encombrantes, furent transférées de Séville à Cadix, où les maisons de commerce étrangères avaient plus facilement accès au commerce des Indes. Cadix devint le seul port pour tous les échanges commerciaux indiens (voir système de flota). Les traversées individuelles à intervalles réguliers étaient lentes à déplacer les convois armés traditionnels, mais dans les années 1760, il y avait des navires réguliers sillonnant l'Atlantique de Cadix à La Havane et à Porto Rico, et à des intervalles plus longs vers le Rio de la Plata, où une vice-royauté supplémentaire fut créée en 1776. Le commerce de contrebande qui était le moteur de l'empire des Habsbourg diminua proportionnellement à l'expédition enregistrée (un registre maritime ayant été établi en 1735).
Deux bouleversements enregistrèrent un malaise en Amérique espagnole et démontrèrent en même temps la résilience renouvelée du système réformé : le soulèvement de Tupac Amaru au Pérou en 1780 et la rébellion des comuneros de la Nouvelle-Grenade, toutes deux en partie en réaction à un contrôle plus strict et plus efficace.
En 1783, pour maintenir l'exploitation des colonies américaines tout en prévenant de possibles mouvements indépendantistes, le comte d'Aranda, premier ministre du roi d'Espagne Charles III, proposa un plan de transformation politique de l'Amérique espagnole. Le roi d'Espagne n'aurait conservé directement que des appuis en Amérique du Sud, Cuba et Porto Rico, et il serait devenu empereur et suzerain de trois rois choisis parmi les infants d'Espagne et lui payant tribu : celui de la Nouvelle-Espagne, qui lui enverrait des barres d'argent, celui de Terre-Ferme (Colombie et Venezuela), qui s'acquitterait en épices et en tabac, et celui du Pérou, qui expédierait des lingots d'or. Charles III était trop prudent pour accepter ce projet, mais on a parfois considéré qu'il était prémonitoire et aurait peut-être évité aux pays de l'Amérique Espagnole les sanglants chapitres de la conquête de leur indépendance

### La prospérité duXVIIIesiècle
Le XVIIIe siècle fut un siècle de prospérité pour l'Empire espagnol d'outre-mer, le commerce intérieur ayant augmenté régulièrement, en particulier dans la seconde moitié du siècle, sous les réformes bourboniennes. La victoire cruciale de l'Espagne à la bataille de Carthagène des Indes (1741) contre une flotte et une armée britanniques massives dans le port caribéen de Carthagène des Indes, l'une des nombreuses batailles réussies contre les Britanniques, aida l'Espagne à assurer sa domination de l'Amérique jusqu'au XIXe siècle. Mais les différentes régions se comportaient différemment sous la domination Bourbon, et même si la Nouvelle-Espagne était particulièrement prospère, elle était également marquée par une forte inégalité de richesse. La production d'argent explosa en Nouvelle-Espagne au XVIIIe siècle, avec une production plus que triplée entre le début du siècle et les années 1750. L'économie et la population augmentèrent toutes deux, toutes deux centrées autour de Mexico. Mais alors que les propriétaires de mines et la couronne profitaient de l'économie florissante de l'argent, la plupart de la population des régions rurales de Bajío devaient faire face à la hausse des prix des terres et à la baisse des salaires. Il en résulta l'expulsion d'un grand nombre de leurs terres.
L'Armada britannique de 1741 était la plus grande jamais rassemblée avant le débarquement en Normandie, qui dépassait même en plus de 60 navires la Grande Armada de Philippe II. La flotte britannique formée de 195 navires, 32 000 soldats et 3 000 pièces d'artillerie commandée par l'amiral Edward Vernon fut vaincue par l'amiral Blas de Lezo. La bataille de Carthagène des Indes fut l'une des victoires espagnoles les plus décisives contre les tentatives britanniques infructueuses de prendre le contrôle du continent espagnol. Il y eut de nombreuses batailles réussies qui aidèrent l'Espagne à assurer sa domination de l'Amérique jusqu'au XIXe siècle. L'historien Reed Browning décrivit l'expédition britannique de Carthagène comme « stupidement désastreuse » et cite Horace Walpole, dont le père était l'amer ennemi de Vernon, écrivant en 1744 : « Nous avons déjà perdu sept millions d'argent et 30 000 hommes dans la guerre d'Espagne et tout le fruit de tout ce sang et ce trésor est la gloire d'avoir la tête de l'amiral Vernon sur les panneaux de la cabane ! ».
Avec une monarchie bourbonienne vint un répertoire d'idées mercantilistes bourboniennes basées sur un État centralisé, mis en œuvre lentement en Amérique au début, mais avec un élan croissant au cours du siècle. Le transport maritime augmenta rapidement du milieu des années 1740 jusqu'à la guerre de Sept Ans (1756-1763), reflétant en partie le succès des Bourbons à maîtriser le commerce illicite. Avec l'assouplissement des contrôles commerciaux après la guerre de Sept Ans, le commerce maritime au sein de l'empire recommença à se développer, atteignant un taux de croissance extraordinaire dans les années 1780.
La fin du monopole de Cadix sur le commerce avec l'Amérique provoqua une renaissance des produits manufacturés espagnols. L'industrie textile de la Catalogne, qui connaissait une croissance rapide, fut la plus remarquable et, au milieu des années 1780, elle voyait les premiers signes d'industrialisation. Cela vit l'émergence d'une petite classe commerciale politiquement active à Barcelone. Cette poche isolée de développement économique avancé contrastait fortement avec le retard relatif de la majeure partie du pays. La plupart des améliorations se produisaient dans et autour de certaines grandes villes côtières et des grandes îles comme Cuba, avec ses plantations de tabac, et une reprise de la croissance des mines de métaux précieux en Amérique.
D'un autre côté, la majeure partie de l'Espagne rurale et de son empire, où vivait la grande majorité de la population, vivait dans des conditions relativement arriérées par rapport aux normes d'Europe occidentale du XVIIIe siècle, renforçant les anciennes coutumes et l'isolement. La productivité agricole restait faible malgré les efforts visant à introduire de nouvelles techniques dans ce qui était pour la plupart un groupe de paysans et de travailleurs non intéressés et exploités. Les gouvernements n'étaient pas cohérents dans leurs politiques. Bien qu'il y ait eu des améliorations substantielles à la fin du XVIIIe siècle, l'Espagne était encore un marigot économique. Dans le cadre des accords commerciaux mercantiles, elle avait du mal à fournir les marchandises demandées par les marchés en forte croissance de son empire et à fournir des débouchés adéquats pour le commerce de retour.
D'un point de vue opposé selon le « retard » mentionné ci-dessus, le naturaliste et explorateur Alexander von Humboldt voyagea beaucoup à travers les Amériques espagnoles, l'explorant et le décrivant pour la première fois d'un point de vue scientifique moderne entre 1799 et 1804. Dans son travail Essai politique sur le royaume de la Nouvelle-Espagne contenant des recherches relatives à la géographie du Mexique, il dit que les Indiens de la Nouvelle-Espagne vivaient dans de meilleures conditions que tout paysan russe ou allemand en Europe. Selon Humboldt, malgré le fait que les agriculteurs indiens étaient pauvres, sous la domination espagnole, ils étaient libres et l'esclavage inexistant, leurs conditions étaient bien meilleures que celles de tout autre paysan ou agriculteur de l'Europe du Nord avancée.
Humboldt publia également une analyse comparative de la consommation de pain et de viande en Nouvelle-Espagne (Mexique) par rapport à d'autres villes d'Europe telles que Paris. Mexico consommait 189 livres de viande par personne et par an, contre 163 livres consommées par les habitants de Paris, les Mexicains consommaient également presque la même quantité de pain que n'importe quelle ville européenne, avec 363 kilogrammes de pain par personne et par an en comparaison aux 377 kilos consommés à Paris. Caracas consommait sept fois plus de viande par personne qu'à Paris. Von Humboldt déclarait également que le revenu moyen pendant cette période était quatre fois supérieur au revenu européen et que les villes de la Nouvelle-Espagne étaient plus riches que de nombreuses villes européennes.

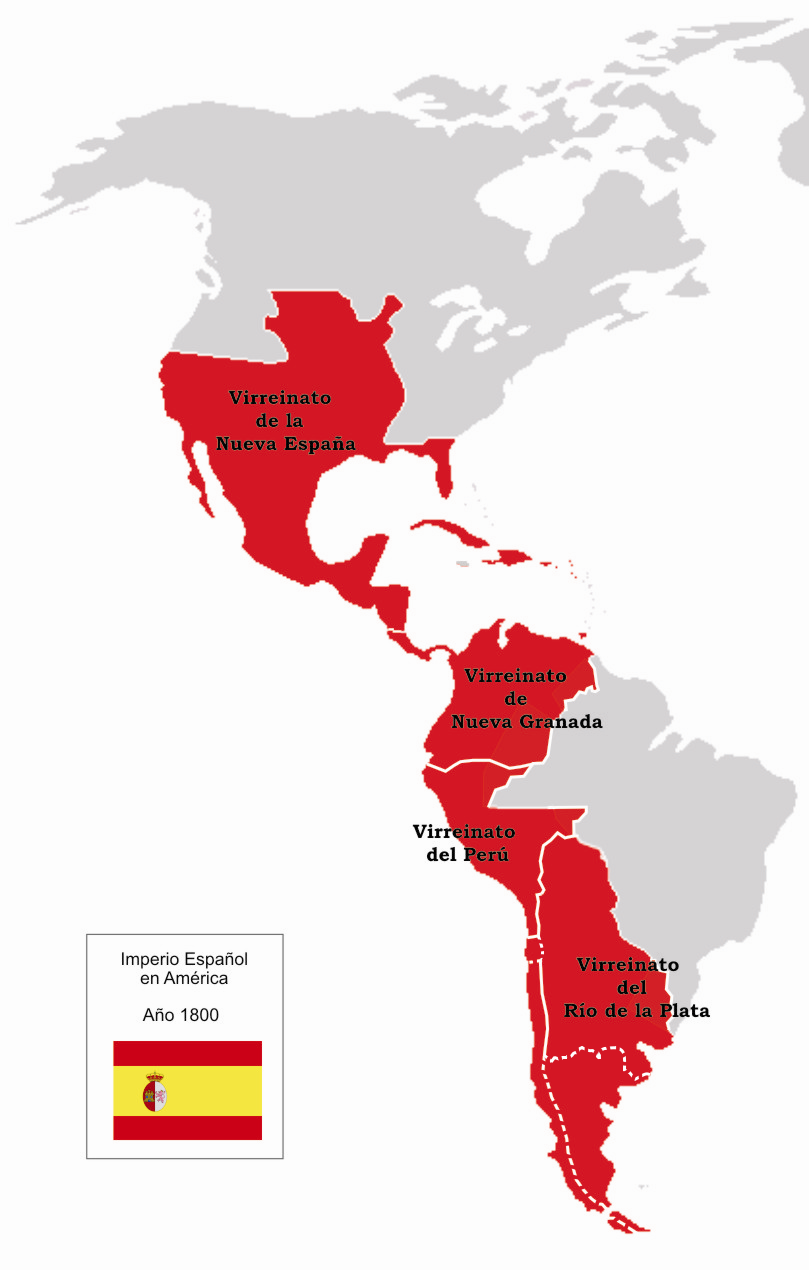
Extension effective maximale de l'Empire espagnol en Amérique.

### Contestation avec d'autres empires
L'empire espagnol n'était pas encore revenu à un statut de puissance de premier ordre, mais il avait récupéré et même étendu considérablement ses territoires depuis les jours sombres du début du XVIIIe siècle où il était, en particulier en matière continentale, à la merci d’accords politiques d'autres puissances. Le siècle relativement plus pacifique sous la nouvelle monarchie lui avait permis de se reconstruire et d'entamer le long processus de modernisation de ses institutions et de son économie, et le déclin démographique du XVIIe siècle s'était inversé. C'était une puissance de rang moyen avec de grandes prétentions de pouvoir qui ne pouvaient être ignorées. Mais le temps était contre elle.

#### Reprise militaire en Europe
Les réformes institutionnelles des Bourbons portèrent leurs fruits militairement lorsque les forces espagnoles reprirent facilement Naples et la Sicile des Autrichiens en 1734 pendant la guerre de Succession de Pologne et pendant la guerre de l'oreille de Jenkins (1739-1742) contrecarrant les efforts britanniques pour s'emparer des villes stratégiques de Carthagène des Indes et Santiago de Cuba en battant une armée et une marine britanniques massives dirigées par Edward Vernon, ce qui mit fin aux ambitions de la Grande-Bretagne sur le continent espagnol.
En 1742, la guerre de l'oreille de Jenkins fusionna avec la plus grande guerre de Succession d'Autriche et la troisième guerre intercoloniale américaine en Amérique du Nord. Les Britanniques, également occupés par la France, ne purent pas capturer les convois espagnols, et les corsaires espagnols attaquèrent la marine marchande britannique le long des routes du commerce triangulaire. En Europe, l'Espagne tenta de chasser Marie-Thérèse de Lombardie dans le nord de l'Italie depuis 1741, mais fit face à l'opposition de Charles-Emmanuel III de Sardaigne, et la guerre dans le nord de l'Italie resta indécise tout au long de la période allant jusqu'à 1746.
Par le traité d'Aix-la-Chapelle de 1748, l'Espagne gagna Parme, Plaisance et Guastalla dans le nord de l'Italie. De plus, bien que l'Espagne ait été vaincue lors de l'invasion du Portugal et ait perdu certains territoires au profit des forces britanniques vers la fin de la guerre de Sept Ans (1756-1763), l'Espagne récupéra rapidement ces pertes et saisit la base navale britannique aux Bahamas pendant guerre d'indépendance américaine (1775-1783).

#### Rôle dans la guerre d'indépendance américaine
L'Espagne contribua à l'indépendance des treize colonies britanniques (qui formèrent les États-Unis) avec la France. Le gouverneur espagnol de la Louisiane (Nouvelle-Espagne) Bernardo de Gálvez mena la politique espagnole contre la Grande-Bretagne, qui cherchait à prendre le trésor et le territoire des Espagnols. L'Espagne et la France étaient alliées à cause du Pacte de Famille mené par les deux pays contre la Grande-Bretagne. Gálvez prit des mesures contre la contrebande britannique dans la mer des Caraïbes et favorisa le commerce avec la France. Sous ordre royal de Charles III d'Espagne, Gálvez poursuivit les opérations d'aide pour approvisionner les rebelles américains. Les Britanniques bloquaient les ports coloniaux des Treize Colonies, et la route de la Nouvelle-Orléans sous contrôle espagnol jusqu'au fleuve Mississippi fut une alternative efficace pour approvisionner les rebelles américains. L'Espagne soutint activement les treize colonies tout au long de la guerre d'indépendance américaine, à partir de 1776 en finançant conjointement Roderigue Hortalez et Co, une société commerciale qui fournissait des fournitures militaires essentielles, tout au long du financement du siège final de Yorktown en 1781 avec une collection d'or et d'argent de La Havane.
L'aide espagnole fut fournie aux colonies via quatre routes principales: (1) à partir des ports français avec le financement de Roderigue Hortalez et Co, (2) par le port de la Nouvelle-Orléans et en remontant le fleuve Mississippi, (3) dans les entrepôts de La Havane, et (4) du port nord-ouest espagnol de Bilbao, par le biais de la société de commerce familiale Gardoqui qui fournissait du matériel de guerre important.
La Grande-Bretagne bloqua économiquement les treize colonies, de sorte que la dette publique américaine augmenta considérablement. L'Espagne, par le biais de la famille Gardoqui, envoya 120 000 pièces en argent de pièces de huit, connues sous le nom de pièce de huit ou dollar espagnol, la pièce sur laquelle fut basé le dollar américain d'origine, et elle resta en cours de validité aux États-Unis jusqu'à la loi sur la monnaie de 1857 (en fait, le dollar espagnol ou Carolus devint la première monnaie mondiale au XVIIIe siècle).
L'armée continentale américaine qui remporta les batailles de Saratoga était partiellement équipée et armée par l'Espagne. L'Espagne eut la chance de récupérer les territoires perdus par la Grande-Bretagne pendant la guerre de Sept Ans, en particulier la Floride. Galvez rassembla une armée de tous les coins de l'Amérique espagnole, environ 7 000 hommes. Le gouverneur de la Louisiane espagnole prépara une offensive contre les Britanniques lors de la campagne de la côte du Golfe pour contrôler le bas Mississippi et la Floride. Gálvez accomplit la conquête de la Floride occidentale en 1781 avec le siège réussi de Pensacola.
Peu de temps après, Gálvez conquit l'île de New Providence aux Bahamas, abandonnant le dernier plan de résistance britannique, qui maintenait la domination espagnole sur les Caraïbes et accéléra le triomphe de l'armée américaine. La Jamaïque était le dernier bastion britannique d'importance dans les Caraïbes. Gálvez organisa un débarquement sur l'île ; cependant, la paix de Paris (1783) fut conclue et l'invasion annulée.

#### Contestation au Brésil
La majorité du territoire du Brésil actuel avait été revendiquée comme espagnole lorsque l'exploration avait commencé avec la navigation de la longueur de l'Amazone en 1541-1542 par Francisco de Orellana. De nombreuses expéditions espagnoles avaient exploré de grandes parties de cette vaste région, en particulier celles proches des colonies espagnoles. Au cours des XVIe et XVIIe siècles, des soldats, des missionnaires et des aventuriers espagnols établirent également des communautés pionnières, principalement à Paraná, Santa Catarina et São Paulo, et des forts sur la côte nord-est menacés par les Français et les Néerlandais.
Au fur et à mesure de l'expansion de la colonie luso-brésilienne, à la suite des exploits des Bandeirantes, ces groupes espagnols isolés furent finalement intégrés dans la société brésilienne. Seuls quelques Castillans qui avaient été déplacés des zones contestées de la Pampa de Rio Grande do Sul laissèrent une influence significative sur la formation du gaucho, lorsqu'ils se mélangèrent avec des groupes indiens, portugais et noirs arrivés dans la région au cours du XVIIIe siècle. Les Espagnols étaient empêchés par leurs lois d'asservir les peuples autochtones, les laissant sans intérêt commercial au plus profond de l'intérieur du bassin amazonien. Les lois de Burgos (1512) et les nouvelles lois (1542) avaient pour but de protéger les intérêts des peuples autochtones. Les esclavagistes portugais-brésiliens, les Bandeirantes, avaient l'avantage d'accéder depuis l'embouchure du fleuve Amazone, qui se trouvait du côté portugais de la ligne de Tordesillas. Une attaque célèbre contre une mission espagnole en 1628 entraîna l'asservissement d'environ 60 000 indigènes.
Avec le temps, il y avait en fait une force d'occupation autofinancée. Au XVIIIe siècle, une grande partie du territoire espagnol était de facto sous contrôle portugais-brésilien. Cette réalité fut reconnue avec le transfert légal de souveraineté en 1750 de la plupart du bassin amazonien et des régions avoisinantes au Portugal dans le traité de Madrid. Cette colonie sema les graines de la guerre des Guaraní en 1756.

#### Empires rivaux dans le Pacifique Nord-Ouest
L'Espagne revendiquait toute l'Amérique du Nord à l'ère de la découverte, mais les revendications ne furent pas traduites en occupation jusqu'à ce qu'une ressource majeure soit découverte et que la colonisation espagnole et la domination de la Couronne soient mises en place. Les Français avaient établi un empire dans le nord de l'Amérique du Nord et prit quelques îles dans les Caraïbes. Les Anglais établissaient des colonies sur la côte est de l'Amérique du Nord ainsi que dans le nord de l'Amérique du Nord et dans certaines îles des Caraïbes. Au XVIIIe siècle, la couronne espagnole réalisa que ses revendications territoriales devaient être défendues, en particulier dans le sillage de sa faiblesse visible pendant la guerre de Sept Ans lorsque la Grande-Bretagne prit les importants ports espagnols de La Havane et de Manille. Un autre facteur important était que l'empire russe s'était étendu en Amérique du Nord à partir du milieu du XVIIIe siècle, avec des colonies de commerce de fourrure dans ce qui est maintenant l'Alaska et des forts aussi au sud que Fort Ross, en Californie. La Grande-Bretagne s'étendait également dans des zones que l'Espagne revendiquait comme son territoire sur la côte du Pacifique. Prenant des mesures pour consolider ses revendications fragiles sur la Californie, l'Espagne commença à planifier des missions californiennes en 1769. L'Espagne commença également une série de voyages vers le nord-ouest du Pacifique, où la Russie et la Grande-Bretagne empiétaient sur le territoire revendiqué. Les expéditions espagnoles vers le nord-ouest du Pacifique, avec Alessandro Malaspina et d'autres en partance pour l'Espagne, arrivèrent trop tard pour que l'Espagne affirme sa souveraineté dans le nord-ouest du Pacifique. La crise de Nootka (1789-1791) amena presque l'Espagne et la Grande-Bretagne à la guerre. Il s'agissait d'un différend concernant des réclamations dans le Pacifique Nord-Ouest, où aucune nation n'avait établi d'établissements permanents. La crise aurait pu conduire à la guerre, mais elle fut résolue dans la convention de Nootka, dans laquelle l'Espagne et la Grande-Bretagne convenaient de ne pas établir de colonies et autorisaient le libre accès à la baie de Nootka sur la côte ouest de ce qui est maintenant l'île de Vancouver. En 1806, le baron Nikolai Rezanov tenta de négocier un traité entre la compagnie russe-américaine et la vice-royauté de Nouvelle-Espagne, mais sa mort inattendue en 1807 mit fin à tout espoir de traité. L'Espagne renonça à ses revendications dans l'ouest de l'Amérique du Nord dans le traité Adams-Onis de 1819, y cédant ses droits aux États-Unis, autorisant les États-Unis à acheter la Floride et établissant une frontière entre la Nouvelle-Espagne et les États-Unis lorsque les négociations entre les deux nations eurent lieu, les ressources de l'Espagne étaient épuisées en raison des guerres d'indépendance hispano-américaines.

## Fin de l'empire mondial (1808–1899)
En 1808, les forces napoléoniennes envahirent la péninsule Ibérique, entraînant la fuite de la famille royale portugaise au Brésil et l'abdication du roi d'Espagne. Napoléon plaça son frère, Joseph Bonaparte, sur le trône espagnol. L'Espagne était déjà dirigée par une dynastie française, mais la dynastie napoléonienne n'avait pas de légitimité aux yeux des colons, elle était le prétexte idéal pour prendre leur indépendance dont ils rêvaient déjà depuis l'arrivée des Français à la tête de l'Espagne avec la dynastie Bourbon.
Pour couronner le tout, Napoléon abolit les avantages du clergé dans l'Empire ; en conséquence il sera excommunié, provoquant le soulèvement du peuple espagnol, la guerre d’indépendance espagnole, une guerre de guérilla que Napoléon surnomma son « ulcère ». Au cours de la guerre, environ 180 000 soldats impériaux (Essentiellement des Français, des Espagnols « laïques » et des Égyptiens) furent tués par des guérilleros espagnols et 390 000 soldats réguliers « Espagnols Catholiques » par les impériaux, en incluant les milices, les massacres de civils, les famines et les épidémies (elle a perdu environ 1/12 de sa population). L'Espagne prendra un peu moins de 20 ans à retrouver sa population d'avant guerre.
La guerre fut immortalisée par le peintre Goya. L'invasion française déclencha également dans de nombreux endroits en Amérique espagnole une crise de légitimité de la domination de la couronne et des mouvements qui aboutirent à l'indépendance politique. En Espagne, l'incertitude politique dura plus d'une décennie et l'agitation pendant plusieurs décennies, les guerres civiles sur les conflits de succession, une république et enfin une démocratie libérale. La résistance fusionna autour des juntes, des gouvernements d'urgence spéciaux. Une junte centrale suprême et gouvernante du Royaume, régnant au nom de Ferdinand VII, fut créée le 25 septembre 1808 pour coordonner les efforts entre les différentes juntes.

### Conflits hispano-américains et indépendance 1810-1833
L'idée d'une identité distincte pour l'Amérique espagnole fut développée dans la littérature historique moderne, mais l'idée d'une complète indépendance hispano-américaine de l'Empire espagnol n'était pas générale à l'époque et l'indépendance politique n'était pas inévitable. L'historien Brian Hamnett soutient que si la monarchie espagnole et les libéraux espagnols avaient été plus flexibles quant à la place des possessions d'outre-mer, l'empire ne se serait pas effondré. Les juntes apparurent en Amérique espagnole alors que l'Espagne faisait face à une crise politique en raison de l'invasion de Napoléon Bonaparte et de l'abdication de Ferdinand VII. Les Hispano-Américains réagirent à peu près de la même manière que les Espagnols de la péninsule, légitimant leurs actions par le biais du droit traditionnel, selon lequel la souveraineté revenait au peuple en l'absence d'un roi légitime.

Phases de l'indépendance des colonies espagnoles en Amérique. Légende :
Gouvernement contrôlé par Ferdinand VII
Région fidèle au gouvernement central
Région insurgée
État déclaré indépendant
Espagne occupée par la France

La majorité des Hispano-Américains continuaient à soutenir l'idée de maintenir une monarchie, mais ne soutenaient pas le maintien de la monarchie absolue sous Ferdinand VII. Les Hispano-Américains voulaient l'autonomie gouvernementale. Les juntes des Amériques n'acceptaient pas les gouvernements des Européens - ni le gouvernement mis en place pour l'Espagne par les Français ni les divers gouvernements espagnols mis en place en réponse à l'invasion française. Les juntes n'acceptaient pas la régence espagnole, isolée en état de siège dans la ville de Cadix (1810-1812). Ils rejetèrent également la Constitution espagnole de 1812, même si la Constitution accordait la citoyenneté espagnole à ceux des territoires qui avaient appartenu à la monarchie espagnole dans les deux hémisphères. La Constitution libérale espagnole de 1812 reconnut les peuples autochtones des Amériques comme citoyens espagnols. Mais l'acquisition de la citoyenneté pour toute casta des peuples afro-américains des Amériques se faisait par naturalisation - à l'exclusion des esclaves.
Une longue période de guerres suivit en Amérique de 1811 à 1829. En Amérique du Sud, cette période de guerres conduisit à l'indépendance de l'Argentine (1810), du Venezuela (1810), du Chili (1810), du Paraguay (1811) et de l'Uruguay (1815, mais gouverné par la suite par le Brésil jusqu'en 1828). José de San Martín fit campagne pour l'indépendance au Chili (1818) et au Pérou (1821). Plus au nord, Simón Bolívar dirigea des forces qui obtinrent l'indépendance entre 1811 et 1826 pour la région qui devint le Venezuela, la Colombie, l'Équateur, le Pérou et la Bolivie (alors Alto Perú). Le Panama déclara son indépendance en 1821 et fusionna avec la république de Grande Colombie (de 1821 à 1903).
Dans la vice-royauté de la Nouvelle-Espagne, le prêtre laïc libre d'esprit, Miguel Hidalgo y Costilla, déclara la liberté du Mexique en 1810 dans le Grito de Dolores. L'indépendance fut en fait remportée en 1821 par un officier de l'armée royaliste devenu insurgé, Agustín de Iturbide, en alliance avec l'insurgé Vicente Guerrero et sous le plan d'Iguala. La hiérarchie catholique conservatrice de la Nouvelle-Espagne soutint l'indépendance du Mexique en grande partie parce qu'elle trouvait la Constitution libérale espagnole de 1812 abominable. Les provinces d'Amérique centrale devinrent indépendantes via l'indépendance du Mexique en 1821 et rejoignirent le Mexique pendant une brève période (1822-1823), mais elles choisirent leur propre voie lorsque le Mexique devint une république en 1824.
Les fortifications côtières espagnoles de Veracruz, Callao et Chiloé furent les bases qui résistèrent jusqu'en 1825 et 1826 respectivement. En Amérique espagnole, les guérilleros royalistes poursuivirent la guerre dans plusieurs pays, et l'Espagne lança des tentatives pour reprendre le Venezuela en 1827 et le Mexique en 1829. L'Espagne abandonna tous les plans de reconquête militaire à la mort du roi Ferdinand VII en 1833. Enfin, le gouvernement espagnol alla jusqu'à renoncer à sa souveraineté sur toute l'Amérique continentale en 1836.
Cuba
La question de la main d’œuvre était également importante à Cuba. Des esclaves y furent importés encore longtemps en dépit de l'interdiction officielle. Environ un demi-million de personnes arrivèrent de cette façon après 1820. En outre, quelque 100 000 travailleurs originaires d'Asie y immigrèrent. Une importante immigration d'Européens se produisit également ; au cours de la seconde moitié du XIXe siècle, des centaines de milliers d'entre eux, principalement originaires d'Espagne, arrivèrent à Cuba.
L'ile ne prit pas part à la rébellion des colonies contre la couronne espagnole dans les années 1820 S'il se trouvait des Cubains qui n'appréciaient pas l'arbitraire du régime colonial espagnol, il n'y avait toutefois pas vraiment de mouvement national. Le conflit d’intérêts entre, d'une part, l'oligarchie sucrière et, d'autre part, les Cubains ordinaires était trop important. Dans les années 1870 (une brève république fut proclamée en Espagne) le gouvernement espagnol se montre compréhensif à l'égard du mouvement réformateur cubain qui aspirait à une plus grande autonomie de Cuba. Pourtant, lorsque cette espérance fut anéantie par les gouvernements conservateurs espagnols qui cessèrent de soutenir les réformes, une insurrection éclata, qui déboucha sur la guerre des Dix Ans. Les insurgés proclamèrent la république mais ne purent contrôler que la partie orientale de Cuba, moins peuplée que l'autre partie et sans véritable valeur économique. Les grands propriétaires sucriers de la partie occidentale craignirent que cette rébellion conduisit à une révolution sociale et à l'abolition de l'esclavage. La paix revient après la conclusion d'un accord en 1878. Les années 1890 furent marquées par de nouvelles tensions qui conduisirent à une nouvelle guerre et à la fin de la domination espagnole.

### Perte du reste des Indes (1865-1899)
Saint-Domingue déclara également son indépendance en 1821 et commença à négocier son inclusion dans la république bolivarienne de Gran Colombia, mais fut rapidement occupée par Haïti, qui la gouverna jusqu'à une révolution en 1844. Après 17 ans d'indépendance, en 1861, Saint-Domingue redevint une colonie en raison de l'agression haïtienne, ce qui en fit la seule ancienne colonie que l'Espagne reprit. Cependant, le capitaine général José de la Gándara y Navarro rencontra une opposition à son occupation de l'île après que ses troupes furent confrontées à des soulèvements de guérilla et à la fièvre jaune. Au total, 10 888 des forces de Gándara tombèrent au combat contre la guérilla dominicaine. La maladie fut plus dévastatrice, faisant 30 000 morts.
Après 1865, seuls Cuba et Porto Rico et les Indes orientales espagnoles (Philippines, Guam et îles voisines du Pacifique) restaient sous contrôle espagnol aux Indes. La guerre d'indépendance de Cuba fut interrompue par l'intervention américaine dans ce qui devint la guerre hispano-américaine en 1898. L'Espagne perdit également Porto Rico et les Philippines dans ce conflit. L'année suivante, l'Espagne vendit ensuite ses possessions restantes de l'océan Pacifique à l'Allemagne dans le cadre du traité germano-espagnol, ne conservant que ses territoires africains.
L'Espagne dans l'ère post-napoléonienne était en crise politique, l'invasion française et la restauration de la monarchie espagnole sous l'autocratique Ferdinand VII ayant brisé tout consensus traditionnel sur la souveraineté, fragmenté le pays politiquement et régionalement et déclenché des guerres et des conflits entre progressistes, libéraux et conservateurs. L'instabilité entrava le développement de l'Espagne, qui avait commencé à s'accélérer au XVIIIe siècle. Une brève période d'amélioration se produisit dans les années 1870 lorsque le capable Alphonse XII d'Espagne et ses ministres réfléchis réussirent à redonner une certaine vigueur à la politique et au prestige espagnols, interrompus par la mort prématurée d'Alphonse.
Un niveau croissant de soulèvements nationalistes et anticoloniaux dans diverses colonies culmina avec la guerre hispano-américaine de 1898, qui fut principalement combattu à Cuba. La défaite militaire fut suivie de l'indépendance de Cuba et de la cession de Porto Rico, de Guam et des Philippines aux États-Unis, qui reçurent 20 millions de dollars en compensation pour les Philippines. Le 2 juin 1899, le deuxième bataillon expéditionnaire Cazadores des Philippines, la dernière garnison espagnole des Philippines, qui avait été assiégée à Baler, Aurora à la fin de la guerre, fut retiré, mettant ainsi fin à environ 300 ans d'hégémonie espagnole dans l'archipel.

### Territoires en Afrique (1885-1975)
À la fin du XVIIe siècle, seuls Melilla, Alhucemas, Peñón de Vélez de la Gomera (qui avait été repris en 1564), Ceuta (qui faisait partie de l'empire portugais depuis 1415, avait choisi de conserver ses liens avec l'Espagne une fois l'Union ibérique terminée ; l'allégeance formelle de Ceuta à l'Espagne fut reconnue par le traité de Lisbonne en 1668), Oran et Mazalquivir restaient comme territoire espagnol en Afrique. Ces dernières villes furent perdues en 1708, reconquises en 1732 et revendues par Charles IV en 1792.
En 1778, l'île Fernando Poo (aujourd'hui Bioko), les îlots adjacents et les droits commerciaux sur le continent entre le Niger et l'Ogooué furent cédés à l'Espagne par les Portugais en échange d'un territoire en Amérique du Sud (Traité d'El Pardo). Au XIXe siècle, certains explorateurs et missionnaires espagnols traverseront cette zone, parmi lesquels Manuel Iradier.

Territoires espagnols en Afrique en 1931.

En 1848, les troupes espagnoles conquirent les Islas Chafarinas.
En 1860, après la guerre de Tétouan, le Maroc céda Sidi Ifni à l'Espagne dans le cadre du traité de Tanger, sur la base de l'ancien avant-poste de Santa Cruz de la Mar Pequeña, considéré comme Sidi Ifni. Les décennies suivantes de collaboration franco-espagnole aboutirent à la création et à l'extension de protectorats espagnols au sud de la ville, et l'influence espagnole obtint une reconnaissance internationale lors de la Conférence de Berlin de 1884 : l'Espagne administrait Sidi Ifni et le Sahara occidental conjointement. L'Espagne revendiquait également un protectorat sur les côtes de la Guinée, du Cap Boujdour au Cap Blanc, et tenta même de faire valoir une revendication sur les régions de l'Adrar et du Tiris en Mauritanie. Río Muni devint un protectorat en 1885 et une colonie en 1900. Les revendications conflictuelles sur les terres guinéennes furent réglées en 1900 par le traité de Paris, à cause de laquelle l'Espagne ne disposait que de 26 000 km2 sur les 300 000 s'étendant vers l'est jusqu'à la rivière Oubangui qu'ils réclamaient initialement.
Après une brève guerre en 1893, l'Espagne étendit son influence au sud de Melilla.
En 1911, le Maroc fut divisé entre les Français et les Espagnols. Les Berbères du Rif se rebellèrent, dirigés par Abdelkrim, un ancien officier de l'administration espagnole. La bataille d'Anoual (1921) pendant la guerre du Rif fut une défaite militaire soudaine, grave et presque fatale subie par l'armée espagnole contre les insurgés marocains. Un homme politique espagnol de premier plan déclara avec force: « Nous sommes à la période la plus aiguë de la décadence espagnole ». Après la catastrophe d'Annual, le débarquement d'Al Hoceïma eut lieu en septembre 1925 dans la baie d'Al Hoceïma. L'armée et la marine espagnole, avec une petite collaboration d'un contingent français allié, mirent fin à la guerre du Rif. Il est considéré comme le premier débarquement amphibie réussi de l'histoire soutenu par la puissance aérienne et les chars maritimes.
En 1923, Tanger fut déclarée ville internationale sous une administration conjointe française, espagnole, britannique, puis italienne.
En 1926, Bioko et Rio Muni furent unis en tant que colonie de la Guinée espagnole, un statut qui durera jusqu'en 1959. En 1931, après la chute de la monarchie, les colonies africaines faisaient partie de la Seconde République espagnole. En 1934, sous le gouvernement du Premier ministre Alejandro Lerroux, les troupes espagnoles dirigées par le général Osvaldo Capaz débarquèrent à Sidi Ifni et effectuèrent l'occupation du territoire, cédé de jure par le Maroc en 1860. Cinq ans plus tard, Francisco Franco, un général de l'armée d'Afrique, se révolta contre le gouvernement républicain et déclencha la guerre civile espagnole (1936-1939). Pendant la Seconde Guerre mondiale, la présence française de Vichy à Tanger fut vaincue par celle de l'Espagne franquiste.
L'Espagne manquait de richesse et d'intérêt pour développer une infrastructure économique étendue dans ses colonies africaines au cours de la première moitié du XXe siècle. Cependant, grâce à un système paternaliste, en particulier sur l'île de Bioko, l'Espagne développa de grandes plantations de cacao pour lesquelles des milliers de travailleurs nigérians furent importés comme ouvriers.
En 1956, lorsque le Maroc français devint indépendant, l'Espagne rendit le Maroc espagnol à la nouvelle nation, mais conserva le contrôle de Sidi Ifni, de la région de Tarfaya et du Sahara espagnol. Le sultan marocain (futur roi) Mohammed V s'intéressait à ces territoires et envahit le Sahara espagnol en 1957, dans la guerre d'Ifni, ou en Espagne, la guerre oubliée (la Guerra Olvidada). En 1958, l'Espagne céda Tarfaya à Mohammed V et rejoignit les districts auparavant séparés de Seguia el-Hamra (au nord) et de Río de Oro (au sud) pour former la province du Sahara espagnol.
En 1959, le territoire espagnol du golfe de Guinée fut créé avec un statut similaire aux provinces de l'Espagne métropolitaine. En tant que région équatoriale espagnole, elle était dirigée par un gouverneur général exerçant des pouvoirs militaires et civils. Les premières élections locales eurent lieu en 1959 et les premiers représentants équato-guinéens siégèrent au Parlement espagnol. En vertu de la loi fondamentale de décembre 1963, une autonomie limitée fut autorisée par un organe législatif commun aux deux provinces du territoire. Le nom du pays fut changé en Guinée équatoriale. En mars 1968, sous la pression des nationalistes équato-guinéens et des Nations unies, l'Espagne annonça qu'elle accorderait l'indépendance au pays.
En 1969, sous la pression internationale, l'Espagne restitua Sidi Ifni au Maroc. Le contrôle espagnol du Sahara espagnol perdura jusqu'à ce que la Marche verte de 1975 provoque un retrait, sous la pression militaire marocaine. L'avenir de cette ancienne colonie espagnole reste incertain.
Les îles Canaries et les villes espagnoles du continent africain sont considérées comme une partie égale de l'Espagne et de l'Union européenne mais ont un système fiscal différent.
Le Maroc revendique toujours Ceuta, Melilla et plazas de soberanía même si elles sont internationalement reconnues comme divisions administratives de l'Espagne. L'Îlot Persil a été occupée le 11 juillet 2002 par la gendarmerie et les troupes marocaines, qui ont été expulsées par les forces navales espagnoles lors d'une opération sans effusion de sang.

## Héritage
Bien que l'Empire espagnol ait décliné de son apogée au milieu du XVIIe siècle, il restait une merveille pour d'autres Européens pour son étendue géographique. Écrivant en 1738, le poète anglais Samuel Johnson se demandait : « Le ciel a-t-il réservé, par pitié pour les pauvres, / Pas de déchets sans chemin ni de rivage inconnu, / Pas d'île secrète dans le principal sans limites, / Pas de désert paisible encore non réclamé par l'Espagne ? ».
L'Empire espagnol laissa un énorme héritage architectural linguistique, religieux, politique, culturel et urbain dans l'hémisphère occidental. Avec plus de 470 millions de locuteurs natifs aujourd'hui, l'espagnol est la deuxième langue maternelle la plus parlée au monde, à la suite de l'introduction de la langue de Castille, le castillan, (en espagnol : Castellano) de la péninsule ibérique à l'Amérique espagnole, plus tard élargie par les gouvernements successeurs des républiques indépendantes. Aux Philippines, la guerre hispano-américaine (1898) plaça les îles sous juridiction américaine, l'anglais étant imposé dans les écoles et l'espagnol devenant une langue officielle secondaire.
Un héritage culturel important de l'empire espagnol à l'étranger fut le catholicisme romain, qui resta la principale foi religieuse en Amérique espagnole et aux Philippines. L'évangélisation chrétienne des peuples autochtones était une responsabilité clé de la couronne et une justification de son expansion impériale. Bien que les indigènes soient considérés comme des néophytes et insuffisamment mûrs dans leur foi pour que les hommes indigènes soient ordonnés prêtres, les indigènes faisaient partie de la communauté de foi catholique. Orthodoxie catholique imposée par l'Inquisition, ciblant particulièrement les crypto-juifs et les protestants, ce ne fut qu'après leur indépendance au XIXe siècle que les républiques hispano-américaines permirent la tolérance religieuse d'autres confessions. Le respect des fêtes catholiques a souvent de fortes expressions régionales et reste important dans de nombreuses régions de l'Amérique hispanique. Les célébrations incluent le jour des morts, le carnaval, la semaine sainte, le Corpus Christi, l'épiphanie et les jours de saints nationaux, tels que la Vierge de Guadalupe au Mexique.
Politiquement, l'ère coloniale influença fortement l'Amérique espagnole moderne. Les divisions territoriales de l'empire en Amérique espagnole devinrent la base des frontières entre les nouvelles républiques après l'indépendance et des divisions étatiques au sein des pays. On fit souvent valoir que la montée du caudillisme pendant et après les mouvements d'indépendance de l'Amérique latine créa un héritage d'autoritarisme dans la région. Il n'y eut pas de développement significatif des institutions représentatives pendant l'ère coloniale et le pouvoir exécutif fut souvent renforcé par rapport au pouvoir législatif pendant la période nationale. Malheureusement, cela conduisit à une idée fausse populaire selon laquelle l'héritage colonial conduisit la région à avoir un prolétariat extrêmement opprimé. Les révoltes et les émeutes furent souvent considérées comme la preuve de cette prétendue oppression extrême. Cependant, la culture de la révolte contre un gouvernement impopulaire n'est pas simplement une confirmation d'un autoritarisme généralisé. L'héritage colonial laissa une culture politique de révolte, mais pas toujours comme un dernier acte désespéré. Les troubles civils dans la région sont considérés par certains comme une forme d'implication politique. Alors que le contexte politique des révolutions politiques en Amérique espagnole est compris comme celui dans lequel les élites libérales s’affrontèrent pour former de nouvelles structures politiques nationales, il en était de même pour ces élites qui réagissaient à la mobilisation et à la participation politiques de masse des classes inférieures.
Des centaines de villes des Amériques furent fondées sous la domination espagnole, les centres coloniaux et les bâtiments de bon nombre d'entre eux étant désormais classés au patrimoine mondial de l'UNESCO attirent les touristes. Le patrimoine matériel comprend les universités, les forts, les villes, les cathédrales, les écoles, les hôpitaux, les missions, les bâtiments gouvernementaux et les résidences coloniales, dont beaucoup existent encore aujourd'hui. Un certain nombre de routes, canaux, ports ou ponts actuels se trouvent là où les ingénieurs espagnols les construisirent il y a des siècles. Les plus anciennes universités des Amériques furent fondées par des savants espagnols et des missionnaires catholiques. L'Empire espagnol laissa également un vaste héritage culturel et linguistique. L'héritage culturel est également présent dans la musique, la cuisine et la mode, dont certaines ont obtenu le statut de patrimoine culturel immatériel de l'UNESCO.
La longue période coloniale en Amérique espagnole entraîna un mélange de peuples autochtones, européens et africains qui furent classés par race et classés hiérarchiquement, donc il y avait une société de race mixte dans les Amériques espagnoles et portugaises par rapport aux colonies de colons nettement séparées des Britanniques et des Français en Amérique du Nord.
De concert avec l'Empire portugais, l'Empire espagnol jeta les bases d'un commerce véritablement mondial en ouvrant les grandes routes commerciales transocéaniques et l'exploration de territoires et d'océans inconnus pour le savoir occidental. La pièce de huit espagnol devint la première monnaie mondiale au monde.
L'une des caractéristiques de ce commerce fut l'échange d'une grande variété de plantes et d'animaux domestiques entre le Vieux Monde et le Nouveau dans l’échange colombien. Certaines cultures qui furent introduits en Amérique étaient les raisins, le blé, l'orge, les pommes et les agrumes. Les animaux qui furent introduits dans le Nouveau Monde étaient des chevaux, des ânes, des bovins, des moutons, des chèvres, des porcs et des poulets. Le Vieux Monde reçut de l’Amérique des choses telles que le maïs, les pommes de terre, les piments, les tomates, le tabac, les haricots, la courge, le cacao (chocolat), la vanille, les avocats, les ananas, le caoutchouc, les arachides, les noix de cajou, les noix du Brésil, les pacanes, les bleuets, fraises, quinoa, amarante, chia, agave et autres. Le résultat de ces échanges fut d'améliorer considérablement le potentiel agricole non seulement en Amérique, mais aussi en Europe et en Asie. Les maladies provoquées par les Européens et les Africains, telles que la variole, la rougeole, le typhus et d'autres, dévastèrent presque toutes les populations indigènes qui n'avaient aucune immunité, et la syphilis fut échangée du Nouveau Monde au Vieux.
Il y eut aussi des influences culturelles, qui peuvent être vues dans tout, de l'architecture à la nourriture, à la musique, à l'art et au droit, du sud de l'Argentine et du Chili aux États-Unis d'Amérique ainsi que les Philippines. Les origines complexes et les contacts de différents peuples aboutirent à des influences culturelles se réunissant sous les formes variées si évidentes aujourd'hui dans les anciennes zones coloniales.

## Territoires de l'empire espagnol

### en Amérique
- Hispaniola
  - Haïti (XVIe-1697)
  - République dominicaine (XVIe-1821)
- Porto Rico (1508-1898)
- Cuba (1511-1898)
- Jamaïque (XVIe-1655)
- Trinidad (1592-1797)
- Mexique (+ Californie, Nouveau-Mexique, Texas, Arizona, Colorado, Utah et Nevada) (1521-1821) (voir Nouvelle-Espagne)
- Floride (1565-1819)
- Louisiane (+ Grandes Plaines) (1763-1800)
- Guatemala (XVIe-1821)
- Salvador (1525-1821)
- Honduras (1524-1821)
- Nicaragua (1524-1821)
- Costa Rica (1522-1821)
- Panama (XVIe-1819)
- Colombie (1525-1819)
- Venezuela (1522-1821)
- Équateur (1534-1822)
- Pérou (1534-1824)
- Bolivie (1545-1825)
- Chili (1541-1818)
- Paraguay (1537-1811)
- Argentine (1580-1816)
- Uruguay (1726-1814)

### en Asie et Océanie
- Philippines (1565-1898)
- Guam (1668-1898)
- Îles Carolines (États fédérés de Micronésie, Palaos) (1886-1899)
- îles Mariannes (1886-1899)
- Nauru (revendiquée)

### en Afrique
- Îles Canaries (depuis 1479)
- Ceuta (depuis 1580)
- Melilla (depuis 1497)
- Maroc espagnol (Rif) (1912-1956)
- Oran (enclave algérienne) (1509-1708, 1732-1792)
- Sidi Ifni (enclave marocaine) (1912-1969)
- Sahara espagnol (Rio de Oro, Sahara occidental) (1886-1975)
- Guinée équatoriale (1778-1968)
- Présides nord-africains au XVIe siècle (Oran, Bougie, Bône, Bizerte, La Goulette)

### en Europe
- Pays-Bas espagnols (1556-1713) (ex-Pays-Bas bourguignons)
- Comté de Savoie (1556-1640/1679)
- Comté d'Artois (1556-1640/1679)
- Comté de Nice (1556-1713)
- Roussillon (1137?-1659)
- Duché de Milan (1535-1714)
- Duché de Naples (1282-1700)
- Sicile (1516-1713), royaume de Sicile

#### Ouvrages généraux
- Pierre Chaunu, Conquête et exploitation des nouveaux mondes, Paris, PUF, coll. « Nouvelle Clio », 1969 (réimpr. 1995), 456 p. (ISBN 978-2-13-047325-1)
- Pierre Chaunu, L'Expansion européenne du XIIIe au XVe siècle, Paris, PUF, 1969, 396 p.
- Etienne Bourdeu et alii, La Péninsule ibérique et le monde 1470-1650, Paris, Atlande, coll. « Clefs Concours », 2014.
- Gregorio Salinero, Les Empires de Charles Quint, Paris, Ellipses, 2006, 360 p. (ISBN 978-2-7298-2608-6)
- Bernard Vincent, 1492, l'année admirable, Paris, Aubier Montaigne, 1991, 225 p. (ISBN 978-2-7007-2234-5)

- (es) John Elliot, El viejo mundo y el nuevo, 1492-1650, Madrid, Alianza, 1994, 171 p. (ISBN 978-84-206-3553-8)

#### Amériques
- Pierre Chaunu, Histoire de l'Amérique latine, Paris, PUF, coll. « Que sais-je ? », 1967 (réimpr. 2003), 128 p. (ISBN 978-2-13-053637-6)
- Pierre Chaunu, L'Amérique et les Amériques, Paris, Armand Colin, 1964
- Thomas Calvo, L'Amérique ibérique de 1570 à 1910, Paris, Nathan, 1994, 359 p.
- Bernard Lavallé, L'Amérique espagnole : de Colomb à Bolivar, Paris, Belin, 1993, 319 p. (ISBN 978-2-7011-1406-4)
- Bernard Grunberg, L'Inquisition apostolique au Mexique. Histoire d'une institution et de son impact dans la société coloniale (1521-1571), Paris, 1998.
- Paul Hosotte, L'Empire aztèque. Impérialisme militaire et terrorisme d'État, Paris, 2001.

#### Océan Pacifique
- Pierre Chaunu, Les Philippines et le Pacifique des Ibériques, Paris, SEVPEN, 2 volumes, 1960-1966
- René Pélissier, Portugais et Espagnols en Océanie : Deux empires : confins et contrastes, éditions Pélissier, Montamets, 78630 Orgeval, 2010
- Rainer F. Buschmann, Edward R. Slack Jr, James B. Tueller, Navigating the Spanihs Lake: The Pacific in the Iberian World, 1521-1898, Université d'Hawaii, 2014.  (ISBN 978-0824838249)

#### Afrique
- René Pélissier, Spanish Africa : Afrique Espagnole. Études sur la fin d'un Empire, Orgeval, éditions Pélissier, 2005, 222 p.  (ISBN 978-2-902804-12-2)  (ISBN 2-902804-12-1)
- René Pélissier, Don Quichotte en Afrique. Voyages à la fin de l'Empire espagnol, Orgeval, éditions Pélissier, 1992

#### Navigateurs et conquistadors
- Bartolomé Bennassar, Cortés. Le conquérant de l'impossible, Paris, 2001.
- John Hemming, La Conquête des Incas, Paris, Stock, 1971.
- Siegfried Huber, La Fabuleuse Découverte de l'Empire des Incas. L'aventure de Pizarre et de ses frères reconstituée à partir de documents originaux. 1490-1548, Paris, Pygmalion, 1978.
- Alain Milhou, « Le messianisme de Christophe Colomb : tradition hispanique, tradition juive et tradition joachimite ? », dans Christophe Colomb et la découverte de l'Amérique, Aix-en-Provence, 1994.

#### Problèmes de la colonisation
- Giuliano Gliozzi, Adam et le Nouveau Monde. La naissance de l'anthropologie comme idéologie coloniale : des généalogies bibliques aux théories raciales (1500–1700).
- Nathan Wachtel, La Vision des vaincus. Les Indiens du Pérou devant la conquête espagnole, Paris, Gallimard, 1971
- Chevalier J.L., Colin M., Thomson A., Barbares et sauvages. Images et reflets dans la culture occidentale, Actes du colloque tenu à Caen, février 1993, Paris, 1994.
- Thomas Gomez, L'Envers de l'Eldorado, Toulouse, 1984.
- Serge Grunzinski, La Colonisation de l'imaginaire. Sociétés indigènes et occidentalisation dans le Mexique espagnol XVIe – XVIIIe siècle, Paris, 1988.

#### Les défenseurs des Indiens
- Marcel Bataillon, Études sur Bartolomé de las Casas, Paris, 1965.
- Pierre Chaunu, « La Légende Noire antihispanique », Revue de Psychologie des Peuples, Caen, 1964.
- Jean Dumont, La Vraie Controverse de Valladolid, Paris, 1995.
- Dussel E.D., Les évêques hispano-américains, évangélisateurs et défenseurs de l'Indien (1504-1620), Paris, thèse de doctorat, Université de la Sorbonne, 1966.

#### Aspects économiques de la colonisation espagnole
- Pierre Chaunu, Séville et l'Atlantique, S.E.P.V.E.N, 12 vol. Paris, 1955-59. (un classique)
- Antonio Garcia Baquero, La Carrera de Indias: Suma de la contratacion y oceano de negocios, Séville, 1992, traduit en français par Bartolomé Bennassar, La carrera de Indias. Histoire du commerce hispano-américain (XVIe – XVIIIe siècle), Paris, Desjonquères, 1993.
- Earl Hamilton, American Treasure and the price Revolution in Spain 1501-1650, Cambridge, 1934. (un classique mais contesté)
- Michel Morineau, Incroyables gazettes et fabuleux métaux, Paris, 1985. (un livre stimulant qui révise l'histoire économique de l'Amérique espagnole)
- Gregorio Salinero, Une ville entre deux Mondes », Madrid, Casa de Velazquez, 2006.
- Alfred Colling, La Prodigieuse Histoire de la Bourse, 1949.